# Армяне в России
Армяне в России или российские армяне (арм. Հայերը Ռուսաստանում, з.-арм. Ռուսիոյ Հայերը) — жители Российской Федерации армянского происхождения. По данным переписи 2020—2021 года, в России проживало 946 172 армянина. Согласно переписи 2010 года, в России проживало 1 182 000 армян (в 2001 году — свыше 1130 тыс.; в 1989 году — свыше 532,4 тыс.):
, то есть 0,86 % от общего населения России, согласно данным официальной переписи населения. По оценке «Союза армян России», число армянской диаспоры в России превышает 2,5 млн человек (2002). Около половины российских армян компактно проживают в трёх южных субъектах РФ — Краснодарском (см. Армяне в Краснодарском крае, черкесогаи и амшенцы), Ставропольском (см. Армяне в Ставропольском крае, карабахцы/арцахцы) краях, Ростовской области (см. Донские армяне).

## История

### Армяне вДревнерусском государстве
На территории Киевской Руси присутствие армян фиксируется уже в XI веке. В частности, согласно «Житии святого и блаженного Агапита» (Слово 27 из «Патерика» Киево-Печерской лавры), описывается полемика вокруг вопросов врачевания между Агапитом и врачом-армянином. Врач-армянин давал точные прогнозы о скорейшей смерти человека и того он не лечил, но за лечение таких больных брался Агапит и вылечивал их своими зельями. А когда врач-армянин дал три дня жизни Агапиту, но тот смог прожить три месяца на своих зельях, то это дало основание армянину поверить в силу врачевания Агапита, принять православие и стать монахом Печерского монастыря.
Предполагается участие в строительстве памятников Владимиро-Суздальской земли, так как некоторые черты похожи на армянскую орнаментацию. В Новгороде был распространён культ армянского святого Григория Просветителя, имеются изображения на иконах в новгородских храмах с XII века, а также в честь него была в 1445 году построена церковь в Хутынском монастыре под Новгородом.

### Армяне наСеверном КавказеиПредкавказье

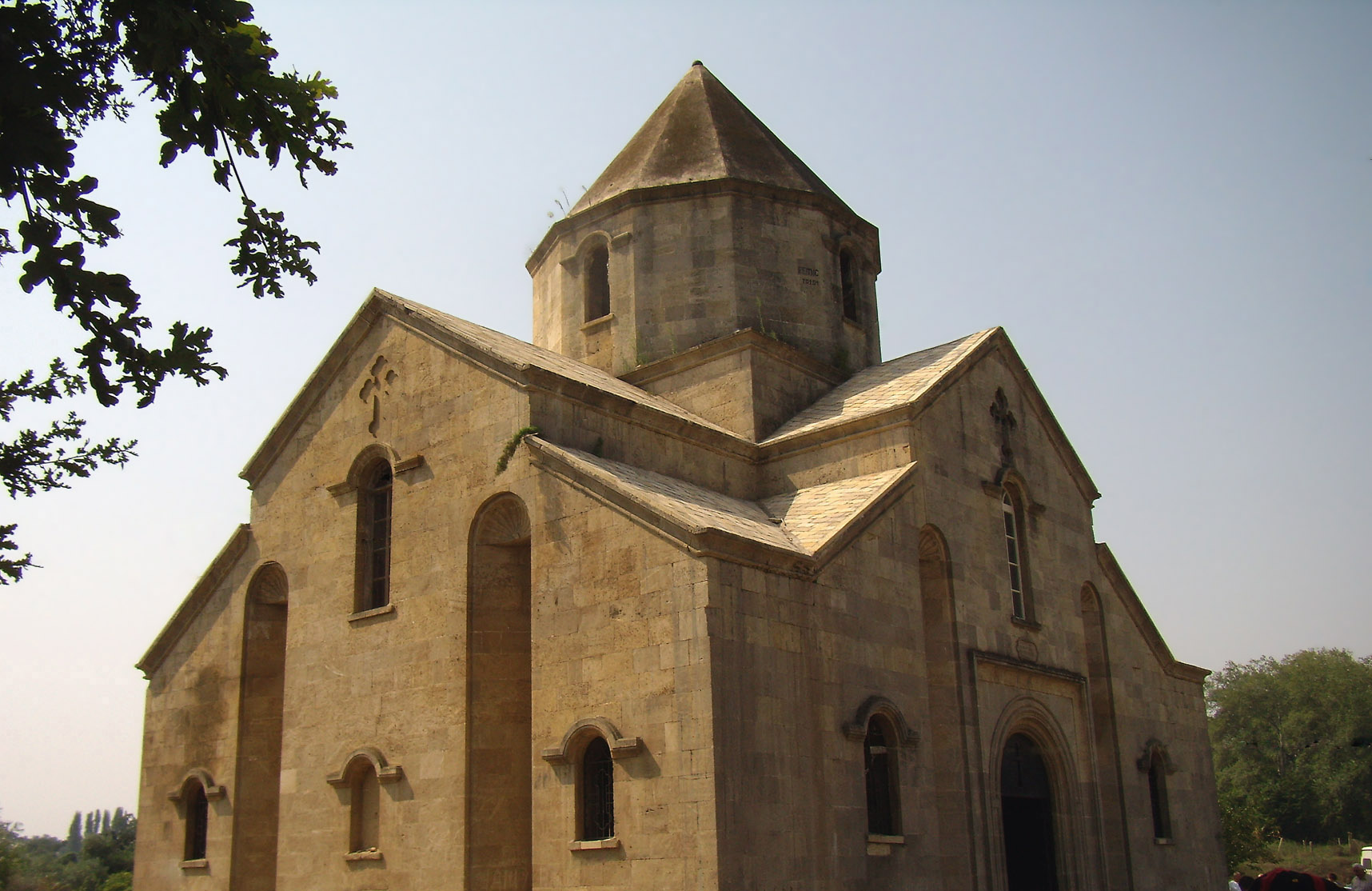
Армянская часовня святого Григориса, возведена на месте его гибели в IV веке

Первое появление армян на Северном Кавказе неизвестно, однако есть свидетельства, подтверждающие наличие значительного армянского населения на юге современной России уже в I веке до н. э. и связано это было с экспансией царя Великой Армении Тиграна Второго в 95—55 годах до н. э. Хотя сама территория Северного Кавказа в состав Великой Армении не входила, но там располагался многотысячный контингент армянских легионов и их семей согласно договору о военном союзе между Тиграном и Понтийским царём Митридатом, в чьи владения входили Северное Причерноморье, включая Крым и прибрежные части современных Краснодарского края и Ростовской области.
Дальнейшее расселение армян на Северном Кавказе происходит в раннем средневековье и связано с христианской миссионерской деятельностью Великой Армении, стремящейся распространить христианство среди своих соседей-язычников. В то время территория юга России входило в состав Аланского царства, главными жителями которой были ираноязычные аланы — предки современных осетин. Существует история, записанная в «Истории Армении» Мовсеса Хоренаци (V век), о войне алан с Арменией, которая благополучно завершилась бракосочетанием аланской царевны Сатеник с царём Великой Армении Арташесом I (II век до н. э.).
На территории современного Дербентского района Дагестана в начале IV века во время своей миссионерской деятельности от рук язычников погибает святой Григорис, внук Григория Просветителя, направленный распространять христианство в Иверии и Кавказской Албании. На месте его смерти (на окраине совр. села Нюгди) была возведена часовня святого Григориса, которая является местом паломничества для множества верующих. В 680—885 гг. Дербент входил в состав Армянского эмирата.
Новый массовый поток армян на Северный Кавказ, датируется XI—XIII веками в связи с тюркским нашествием на Армению и падением армянской столицы-города Ани. А. Новосельцев отмечает, что в Армении расселилось особенно много тюрок-кочевников, которые сгоняли коренное армянское население с его земель. В районах Кубани к XIV веку насчитывалось 11 армянских сёл, жители которых, позже основали город Армавир на территории современного Краснодарского края.
В XVII—XVIII веках десятки тысяч армян покинули территорию Восточной Армении (преимущественно Равнинный Карабах) и обосновались на территории современных Ставропольского края, Чечни и Дагестана, создав свои колонии близ Кизляра (село Карабаглы), Ставрополя, Моздока, а также основав город Сурб Хач, соответствующий современному городу Будённовск Ставропольского края. В конце XVIII века в селе Нюгди под Дербентом проживали армяне, об этом находим подтверждение в письме католикоса Иосифа Аргутинского командиру одной из частей графа Зубова (его направила на юг Екатерина II) генералу Сергею Булгакову, датированном августом 1796 года. В этом письме приводится список 9 армянских деревень и их жителей в Дербентской и Мушкурской провинциях, в том числе «Нугди». В изданном в 1865 году «Гeогpaфичeско-стaтистичeском cлoваpе Рoссийcкой Импеpии» говорилось, что в Дербенте насчитывалось до 1500 садов, в которых выращивались различного рода фрукты. Отмечалось что в Дербенте, из винограда водку и вино делали армяне. В Буйнакске (Темир-Хан-Шура) помимо армянской церкви имелось и армянское приходское училище, руководил которым священник Оганес Паримузов. В Дербенте согласно «Кавказскому календарю» за 1917 год проживало 2604 армян.
По дороге, идущей вдоль побережья Каспийского моря в Карабудахкент, учителем Шурииского реального училища А. Барсовым была засвидетельствована статуя армянина — Эрмани-булаг. Она представляла собой всадника в полном вооружении, сидящего на коне. Воин сложил пальцы на лоб, как будто желая перекреститься. По легенде это был окаменевший армянский воин. Когда на него напали мусульмане и захотели его убить, он перекрестившись попросил Бога обратить его в камень. Бог услышал его молитвы и превратил его в камень.
Новый массовый поток армян на Северный Кавказ приходится на XIX век и особенно, на начало XX века, в связи с Хамидийской резнёй 1894—1896 годов и геноцидом армян 1915—1923 годов в Западной Армении. Практически всё оставшееся в живых армянское население Трапезундского вилайета Османской Империи в 1835—1916 годах эмигрировало на Черноморское побережье Северного Кавказа, поселившись, в основном, в бывших адыго-черкесских аулах, чьи жители (шапсуги, убыхи и т. д.), наоборот, вынуждены были эмигрировать в Османскую Империю и поселились, в свою очередь, в сёлах, оставленных армянами.
Часть армян, считающихся выходцами из древнего малоазиатского города Эдесса (современный город Шанлыурфа (тур. Şanlıurfa) в Турции), несмотря на это предки эдессийских армян переехали в Ставропольский край из районов Дербента, Кубы и основали здесь поселение Эдиссия, расположенное в современном Курском районе. Сейчас существует миф о том, что до этого они жили в городе Эдесия, в «Армянской Месопотамии».
К 1921 году на Северном Кавказе и Предкавказье проживало около 150 тысяч армян, в 1989 году, ввиду высокого естественного прироста населения, их число превысило 400 тысяч.
После 1989 года в регион хлынул новый поток армян, и связано это было с землетрясением в Спитаке и Ленинакане, погромами и резней армян в Азербайджане (Сумгаите, Баку, Марага и т. д.), Первой карабахской войной, с трагическими событиями на Южном Кавказе: грузино-абхазским конфликтом, сухопутной блокадой Армении Азербайджаном и Турцией, и т. д. В итоге, сотни тысяч армян из Южного Кавказа вновь нашли своё убежище на Северном Кавказе.
По состоянию на 2010 год в регионе, по официальным данным, насчитывалось около 600 тысяч армян, но эти данные считаются искусственно заниженными. По данным армянских источников, число армян на Северном Кавказе и Предкавказье составляет около 2 миллиона человек.

### Армяне в Крыму в VIII—XVIII веках

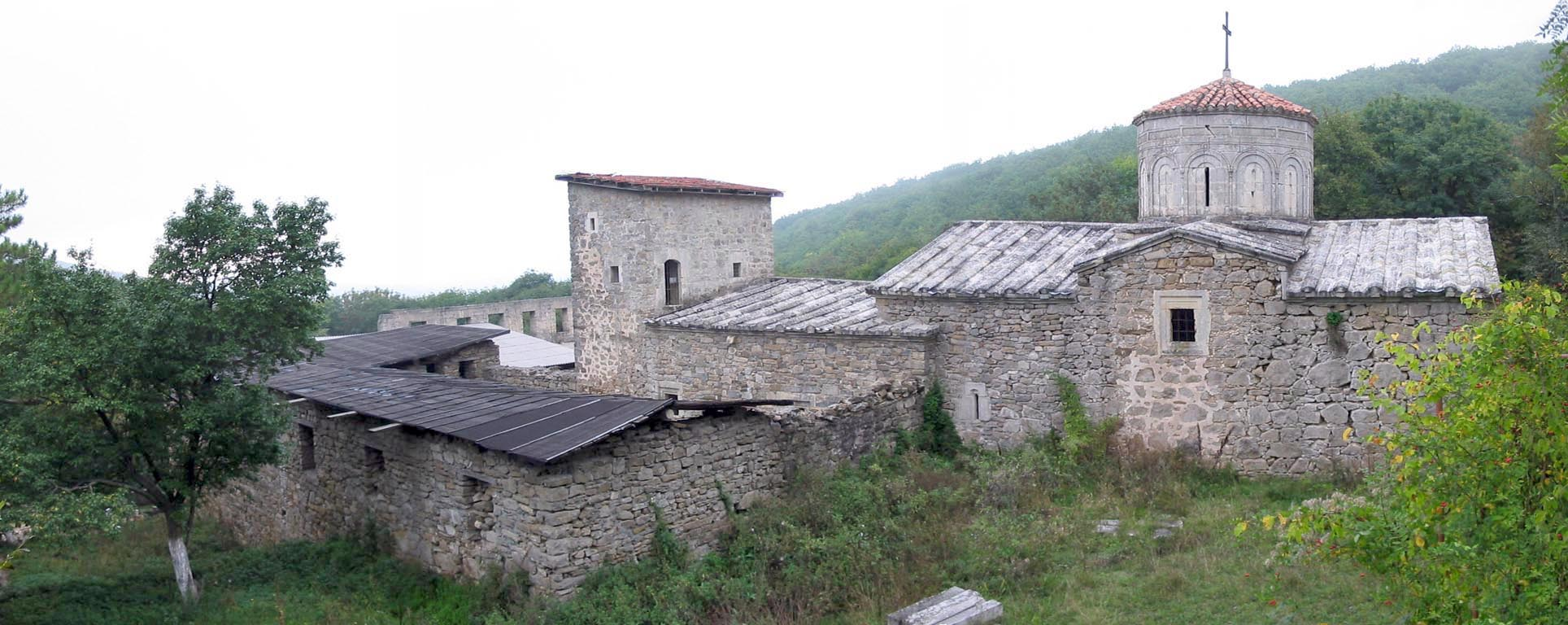
Монастырь Сурб Хач в Крыму. 1358 год

В VIII веке Крым находился в составе Византии, и армяне переселялись из различных городов Византийской империи, находящихся на Армянском нагорье, в Крым.
В течение XI—XII веков налёты сельджуков подрывают устои армянского региона и жители постепенно эмигрируют в другие области Византии, в том числе Крым. Среди первых поселений — Каффа (ныне — Феодосия), Солхат, Карасубазар (ныне — Белогорск), Орабазар (ныне — Армянск).
Стабильность региона позволила вести активную экономическую деятельность. Даже монгольское нашествие не сильно поколебало благополучие армянской общины Крыма.
Присутствие генуэзцев в Крыму также способствовало экономическому развитию. По мере усиления трудностей в Армении, в Крым переезжало всё больше поселенцев. В XII веке насчитывалось более сорока приходов армянских апостольских христиан, армяне стали второй по численности этнической группой Крыма (после крымских татар), количество армян было так велико, что некоторое время генуэзцы называли юго-восточное побережье Крыма «Морской Арменией», в частности в городе Каффа (современная Феодосия) армяне составляли 2/3 населения.
В 1475 году Крым перешёл туркам-османам, начались гонения на иноверцев, Крымское ханство стало союзником Османской империи.
Несмотря на усиление ислама в регионе, армянские общины продолжали существовать в Кафе, Карасубазаре, Балаклаве, Гёзлёве, Перекопе и Сурхате. В 1770-х годах в целях ослабления Крымского ханства, А. В. Суворов переселил всё армянское и греческое население в Азовскую губернию. В 1783 году Крым перешёл к России.

### Армяне в Поволжье в XII—XV веках
В XII веке армяне появляются в Волжске-Камской Болгарии, а к концу XIII века, относится основание армянских колоний на территориях Золотой Орды в городе Сарай-Берке.
В XIV веке татары разоряют северные области Армении, в результате тысячи армянских пленных попадают в Астрахань.
После падения Золотой Орды и образования Астраханского ханства армяне поселяются в его столице — Хаджи-Тархан.
Армянский след остался в топонимии Поволжья. Так на правом берегу реки Волги, около поселка Усолье (ныне пригород Самары), расположена гора Кабацкая, которая также называется Армянская гора. На вершине её сохранились остатки укрепления

### Армяне в Русском царстве

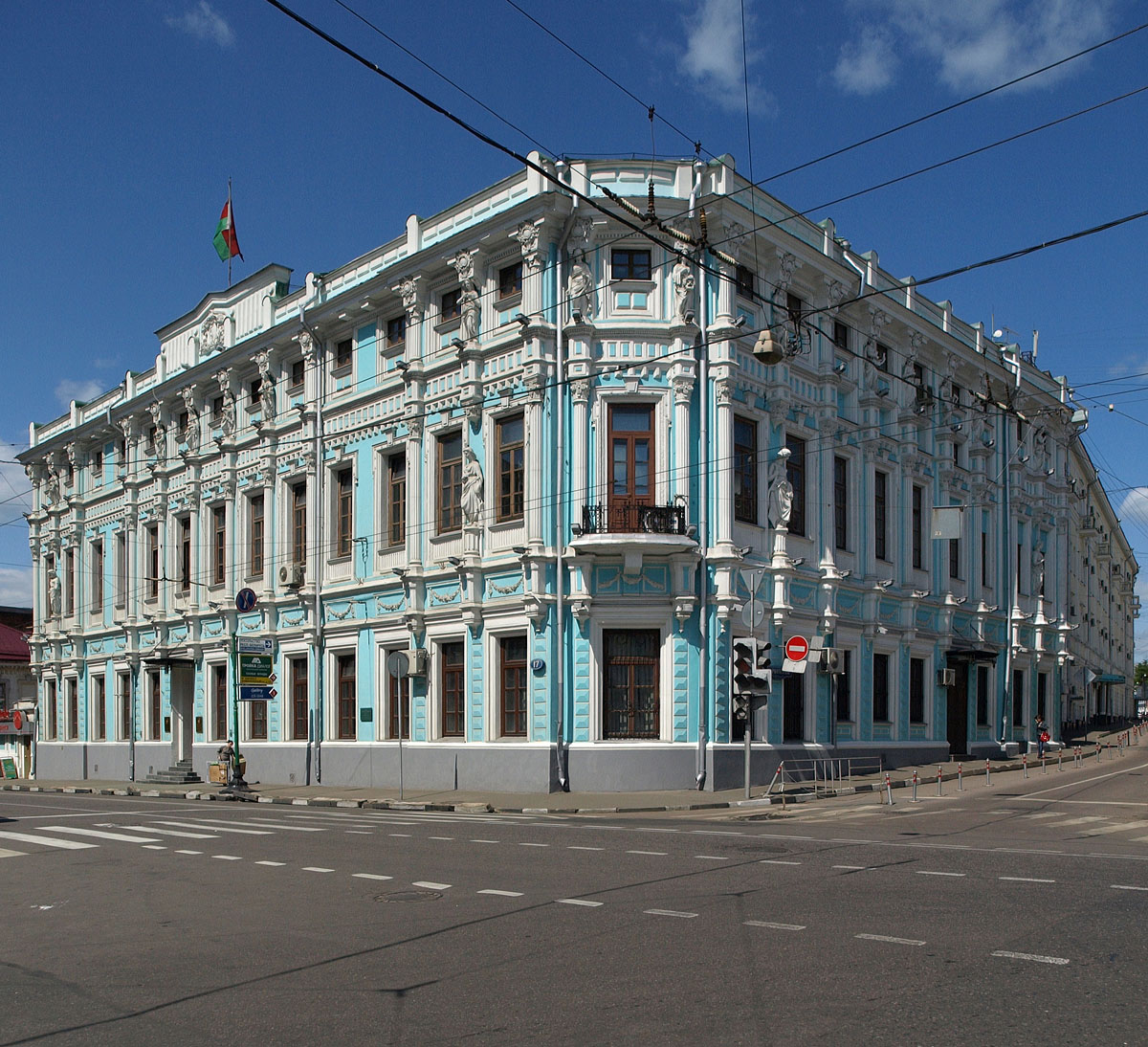
Армянский переулок

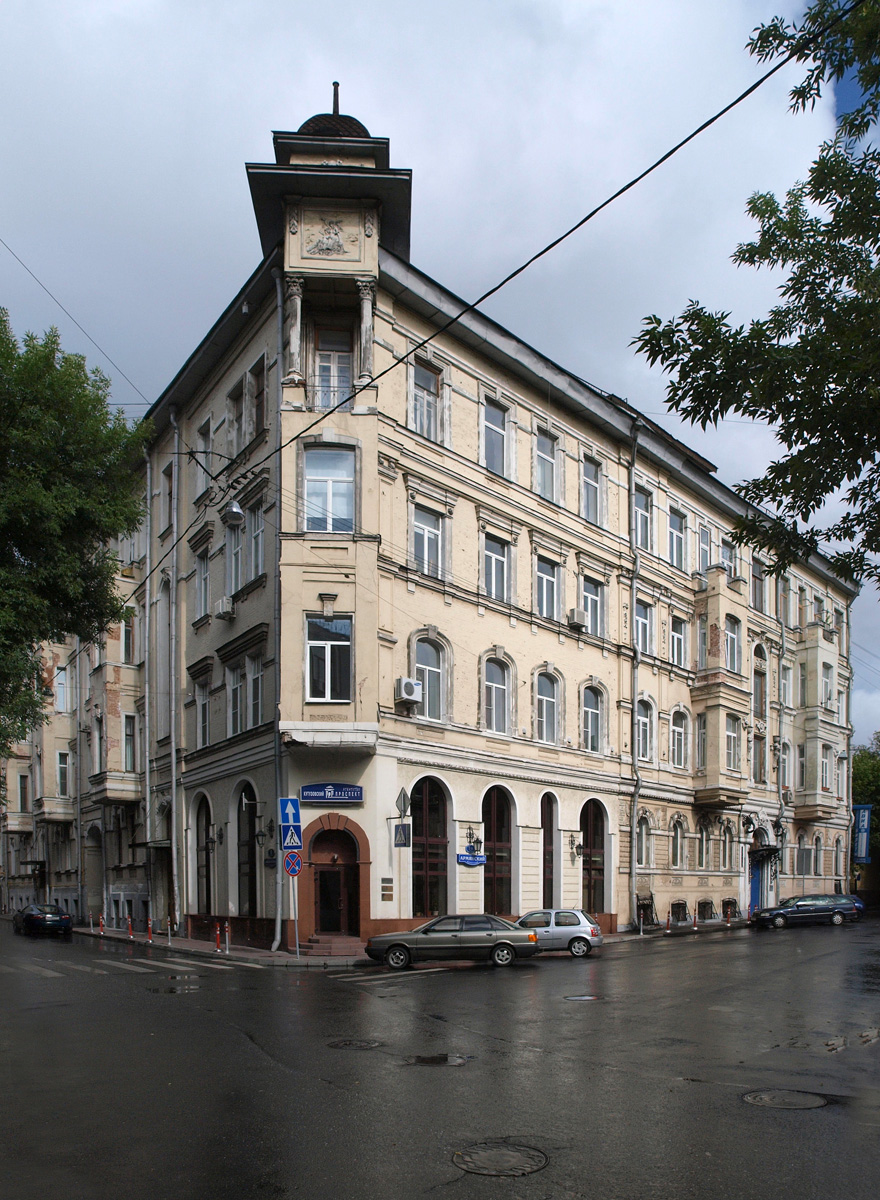
Армянский переулок, 1

### Армяне в Российской империи

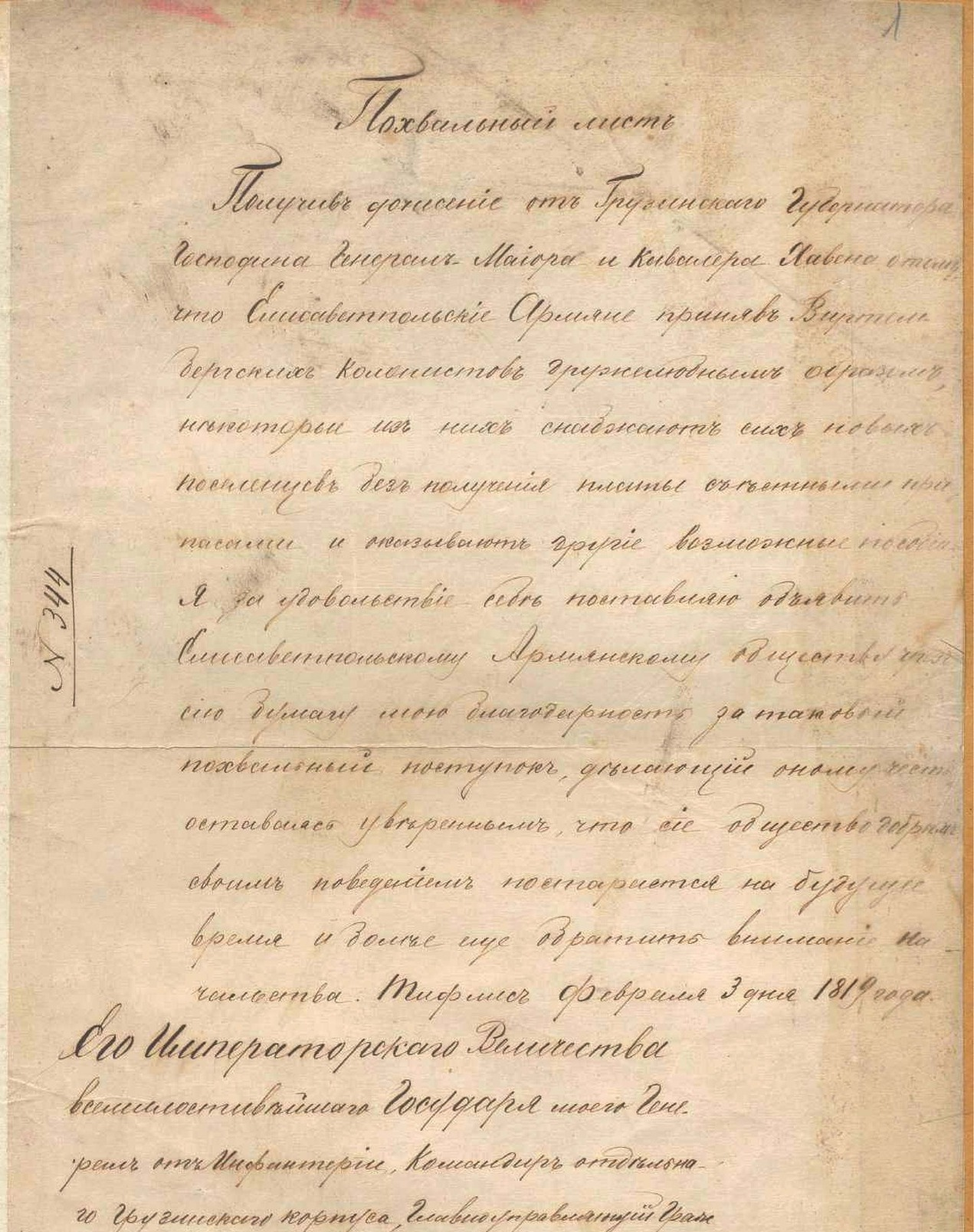
Благодарственная грамота генерала А. Ермолова Армянскому благотворительному обществу Елизаветполя, 1819 год

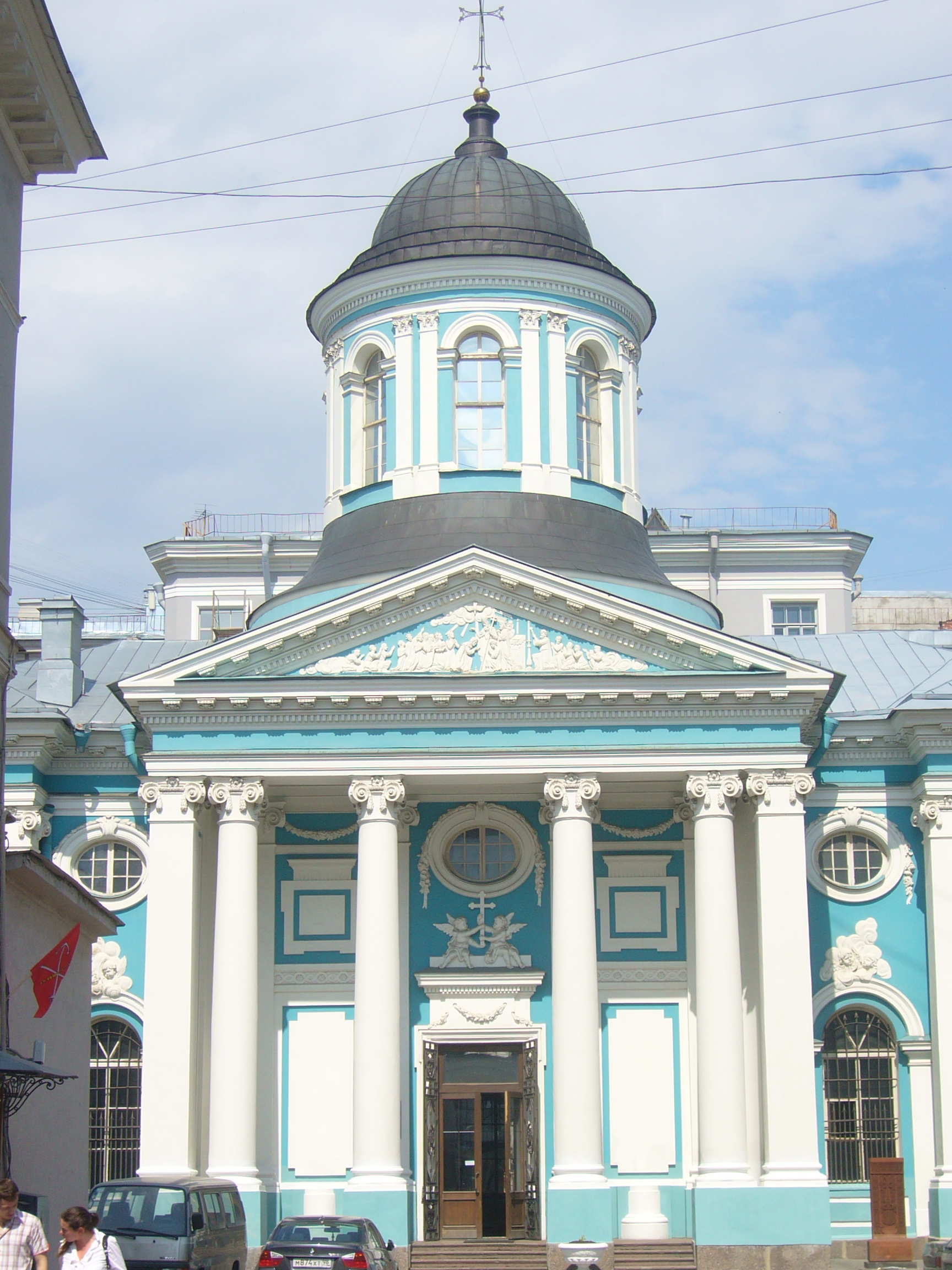
Церковь св. Екатерины в Петербурге

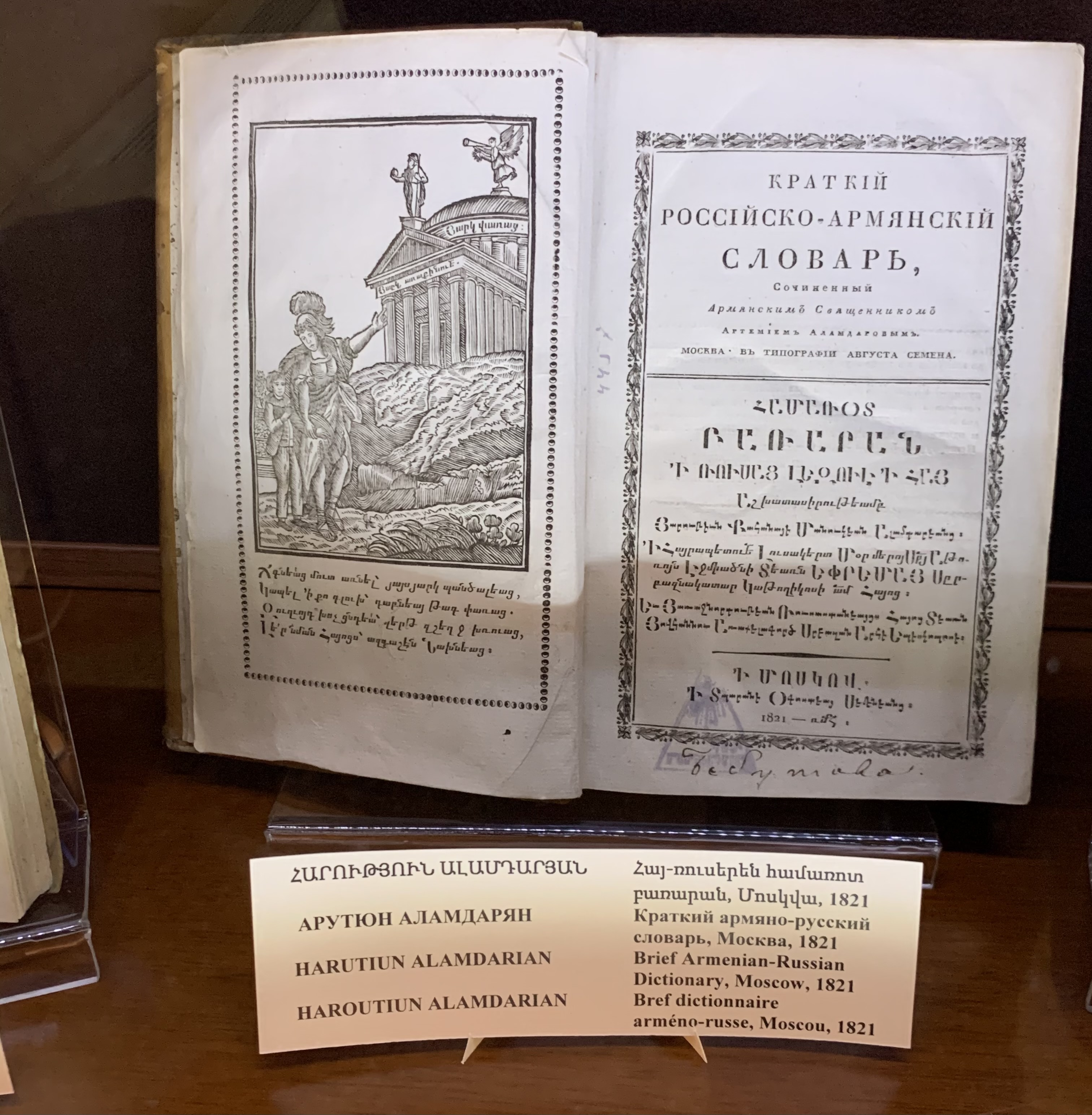
Российско-армянский словарь, Москва 1821 год. Матенадаран

После нескольких лет скитаний по Европе, и не добившись положительного ответа от европейских монархов на свой проект по освобождению Армении, армянский князь Исраэль Ори в 1701 году прибыл в Москву, с целью обратиться к русскому государю Петру I. Пётр I внимательно выслушал просьбу карабахских меликов (князей) о заступничестве от персидского ига, после чего царь обещал помочь Армении сразу же после окончания войны со Швецией. Исраэл Ори получил звание полковника русской армии и во главе специального русского посольства был направлен в Персию. Однако, планы Исраэла Ори не были реализованы полностью. По возвращении из Персии в 1711 году в Астрахани русский посланник Исраэл Ори скоропостижно скончался. Но Пётр I, не забыл своего обещания начать войну за освобождение Армении, закончив войну со Швецией, он в 1721 году предпринял свой известный «Каспийский поход». Овладения армянским Карабахом, составляющим северные провинции Персии, тогда не состоялось, у Российской Империи ещё не было достаточных сил. Тем не менее, армяне узнали о возможностях реализации военно-политического содружества с Россией во имя освобождения своей страны. И в результате политические связи стали возрастать. После этого появились указы Петра I, в которых он поощрял переселение армян в российские пределы. 10 ноября 1723 года Пётр I подписал указ, по которому армянам, жившим на Северном Кавказе и в прикаспийских областях, предоставлялся ряд привилегий, им отводились места для поселений в прикаспийских территориях и предусматривалась значительная помощь. В эти годы из Карабаха в Кизляр, Моздок и другие города прибывали тысячи армянских поселенцев. Многие армяне за их вклад в развитие торговли России с зарубежьем получили дворянские титулы. Это известные и сегодня имена меценатов Лазаревых, Атрапетовых, Абамелек, Аргутинских, Деляновых, Лорис-Меликовых и других
Покровительствуя армянам император Петр I, желал укрепить свои южные границы. Кроме это он желал развития своей экономики, торговли и производства. Так например Пётр I с целью налаживания производства краппа поощрял переселения армян на Терек. Одним из таких поселившихся был армянский помещик Хастат Бек, основатель селения Шафран (позже известного как станица Шелковская), и предок генерал-адъютанта Аким Хастатов
Вслед за Петром I, политику покровительства армян продолжила императрица Екатерина II. Из указа Екатерины II: «Мы даём дозволение выходцам из-за Кавказских гор селиться и признаём за полезное основать города для армян». С тех пор существуют города и районы компактного проживания армян в Краснодарском и Ставропольском краях, в Астраханской, Волгоградской, Ростовской и других областях России, в Николаевской, Херсонской, Одесской областях. Так на юге России появились города, основанные и заселённые армянами. Это Нахичевань-на-Дону (1779) и прилегающие к городу пять селений, Григориополь (ныне Приднестровье) (1792), Святой Крест (Будённовск) (1799), а немного позже был заложен Армавир (1837) (ныне Краснодарский край). Все эти поселения основывались с ведома, разрешения и по приказу российских правителей, в городах жили не только армяне, а также представители других национальностей, но при их закладке, армяне были подавляющим большинством. Помимо этого существовали обширные армянские общины в различных городах России: Каменец-Подольский, Астрахань, Москва, Санкт-Петербург и в других населённых пунктах. К тому же в XVIII веке, проводятся активные переговоры между армянским купечеством и российскими правителями по присоединению или точнее, по освобождению Восточной Армении из-под власти персидских шахов, а впоследствии предполагалась война за Западную Армению. А в 1770 году императирица издала указ, разрешающий строительство Армянских церквей в Москве и Санкт-Петербурге.
В 1780 году в Санкт-Петербурге была открыта армянская типография где были опубликованы ряд классических армянских текстов.
Существовали проекты по освобождению Армении, в среде крупных армянских идеологов освободительного движения. Таких как: Иосиф Эмин (1726—1809), Мовсес Баграмян (середина XVIII), Шаамир Шаамирян (1723—1798) и др. Была написана конституция будущей свободной Армении представителями индийских армян. Кроме того, основные идеологи освободительного движения армянского народа свои надежды на освобождение Армении связывали с Российской империей.
В июле 1768 года по просьбе Эчмиадзинского католикосата ААЦ, Екатерина II издала указ, согласно которому, руководство духовной епархией всех армян, проживающих в пределах России, возлагалось на Эчмиадзин.

#### Восточная Арменияв составеРоссийской Империи
Как отмечает «Кавказский календарь» на 1846 год, среди жителей Закавказья, армяне занимают важно место по своей деятельности, способностям и стремлению к образованию. Согласно изданию армяне считались деятельнейшими тружениками Востока. В деревнях жизнь армян особо не отличалась от жизни других народов. В свою очередь в городах армяне сполна проявили свой ум. Не было рукоделия и промысла, которым бы не занимались армяне. Кроме этого, согласно календарю, армяне будучи одаренными духом предприимчивости, с незапамятных времён владели не только торговлей Грузии, но и почти всех ключевых провинций Закавказья. Армянские купцы самостоятельно проложили торговые пути в глубь России, которая через них сбывала свои товары в Грузию. В то же время армянские предприниматели наладили торговлю с европейскими промышленными центрами такими как Марсель, Триест, Гамбург и Лейпциг. Тифлисские армяне отчасти обеспечивали рынок Персии европейскими товарами. Как отмечает «Кавказский календарь» стоит только указать армянам на какую-либо новую отрасль торговли, и они готовы пуститься в дела, мало им известные и даже сопряженные с опасностью.
В крупнейших российских городах (Москве, Баку, Тифлисе и др.), армяне из городского среднего класса были одними из пионеров в развитии машинного производства текстильных изделий, переработки молока, нефтяной промышленности и торговле. Их успех вызывал сильную зависть и враждебность со стороны конкурентов других национальностей. Армяне составляли самую многочисленную этническую группу в столице Тифлисской губернии Тифлисе, а армянская община города была самой представительной в Российской империи в целом.
Значительное число армян считало, что именно российское подданство может обеспечить рост их благосостояния и безопасность в границах Российской империи. В составе России, в Восточной Армении начала развиваться торговля и появились промышленные предприятия, а население чувствовало себя в безопасности. У армян появилась возможность поступать в Российские и Европейские средние и высшие учебные заведения.
К 1913 году, армяне составляли 23 % населения Закавказья и 40 % городского населения. Армянский инвестированный капитал доминировал в промышленности и торговле, одновременно с этим, армянонаселённые области оставалась в основном сельскохозяйственными. К 1917 году, число армян, проживающих на Кавказе, составляло около 1 783 000 человек.

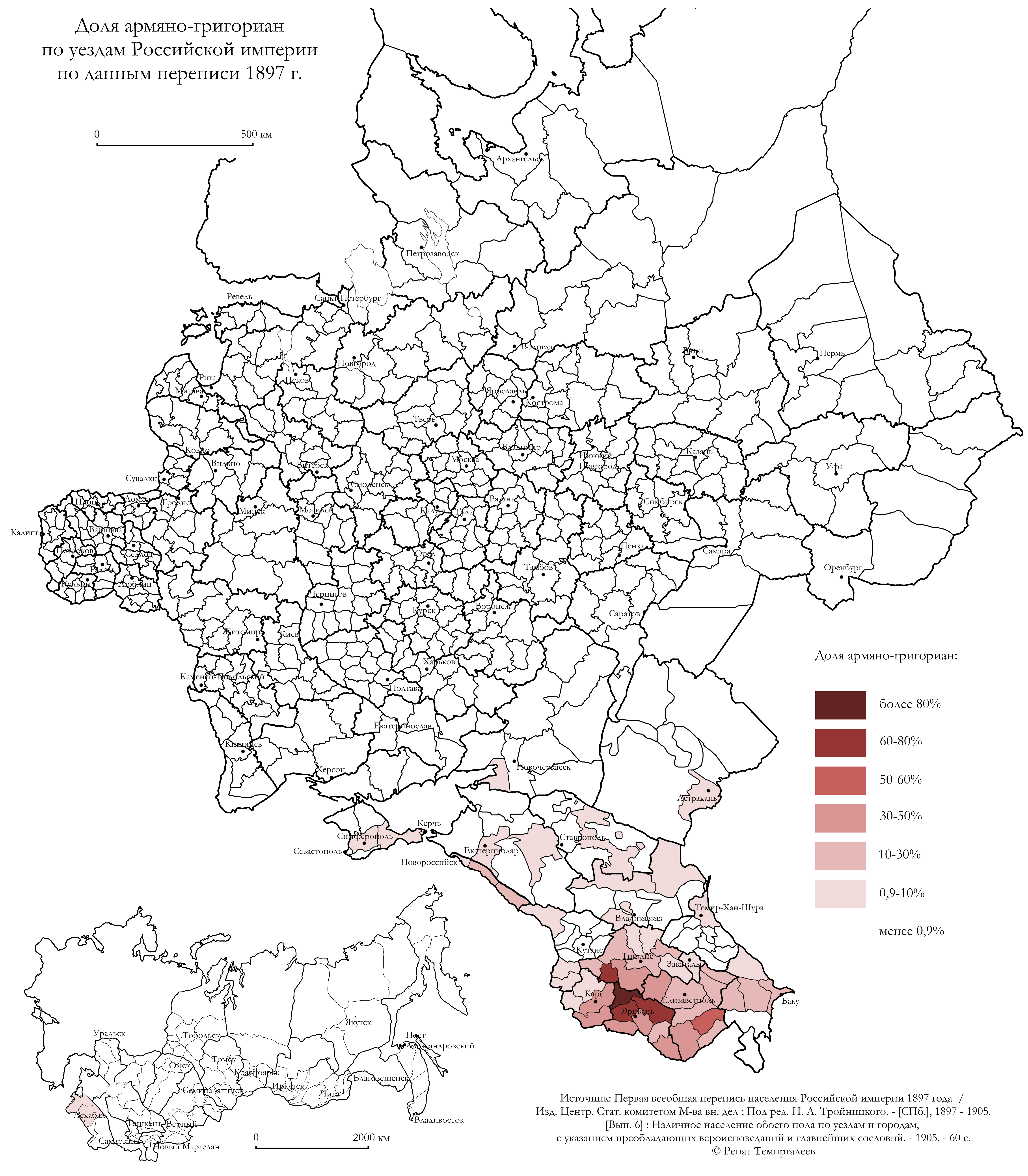
Расселение армян по данным Первой переписи населения 1897 года
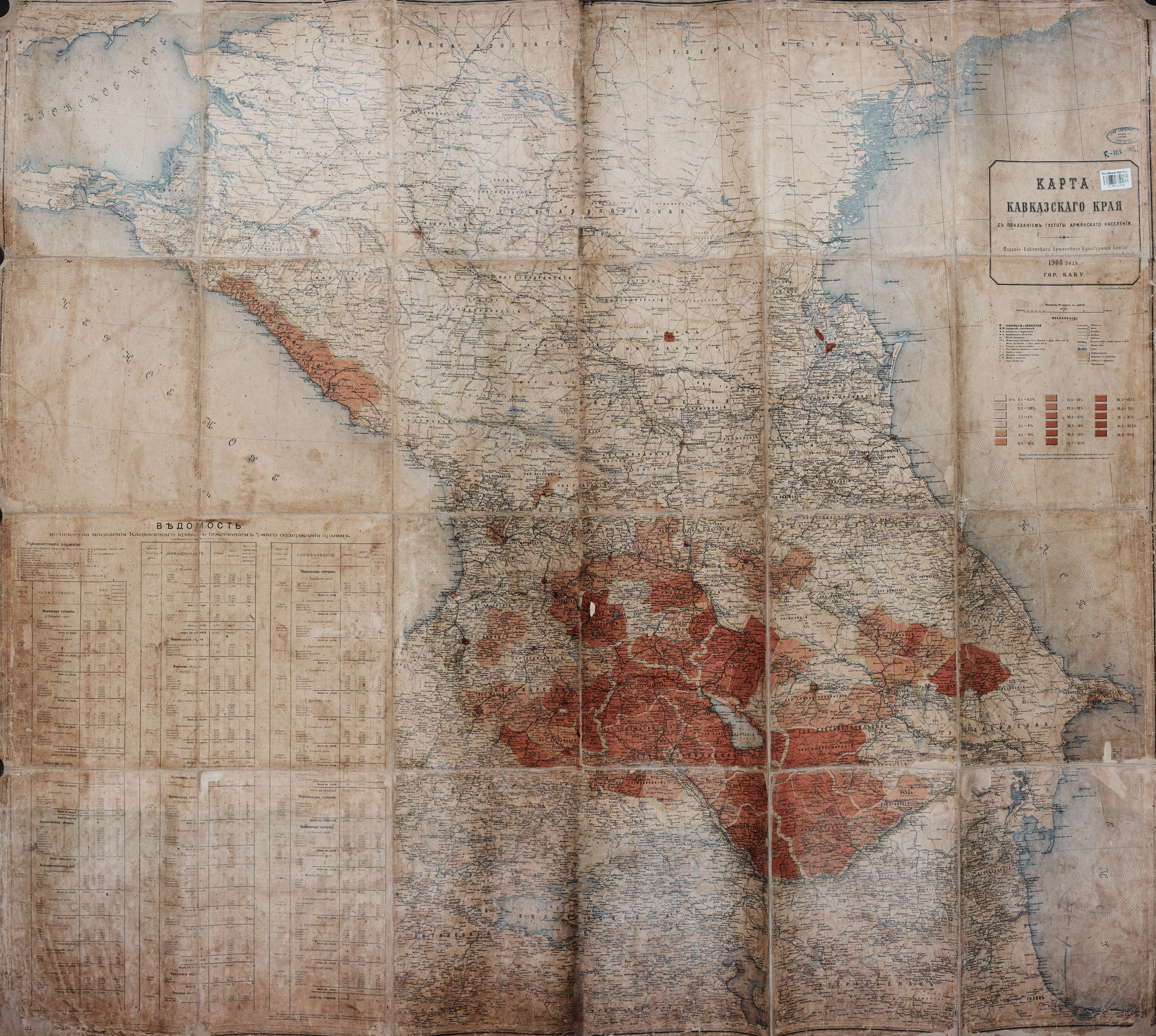
Карта Кавказского края с показателем густоты армянского населения, Баку, 1908 год

### Армяне в Советской России в 1921—1991 гг.

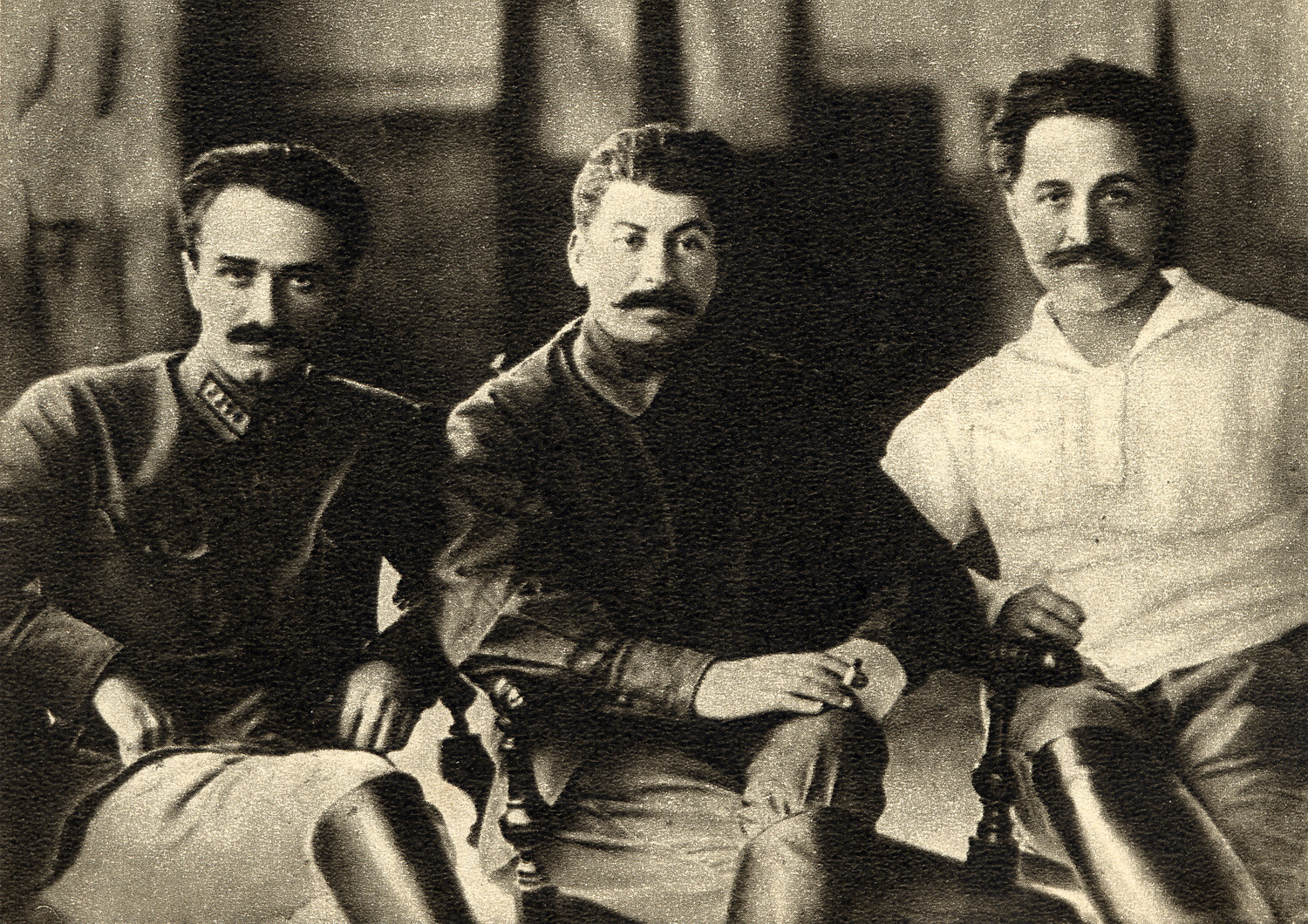
1924 г. Анастас Микоян, Иосиф Джугашвили (Сталин) и Григорий («Серго») Орджоникидзе

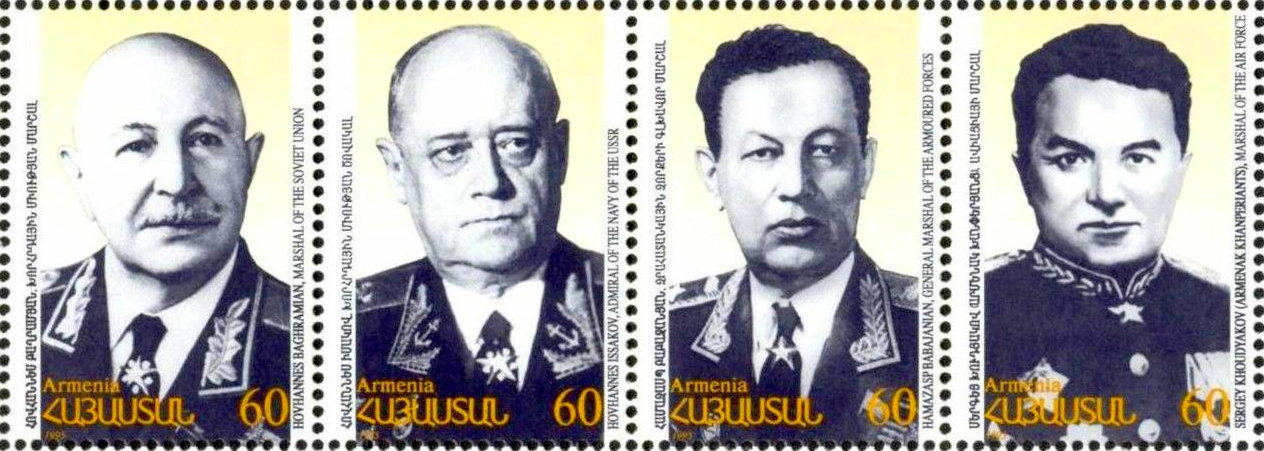
Почтовые марки Армении:
Баграмян, Исаков, Бабаджанян, Худяков

Согласно официальной советской переписи 1926 года, на территории СССР проживало 1567568 армян, из которых 195000 (12.4 %) проживали на территории РСФСР, главным образом в регионе Северо-Западного Кавказа и низовьях Дона. В самой Армянской ССР проживало 743 571 (47.4 %).
Армяне имели один из самых высоких показателей естественного прироста. Так, с 1926 по 1989 года, зафиксировано 3-х кратное увеличение численности армянского населения. К моменту распада СССР на территории страны проживало почти 5 миллионов армян, в том числе ок. 600 тысяч на территории РСФСР.
Сами армянские организации оспаривают эти цифры, считая, что во время советских переписей многие армяне умышленно записывались в «русские» и реальная численность армян в РСФСР накануне его распада должна была составлять около 1 миллиона человек.
Армяне сражались на фронтах Великой Отечественной войны.

### Армяне в Российской Федерации

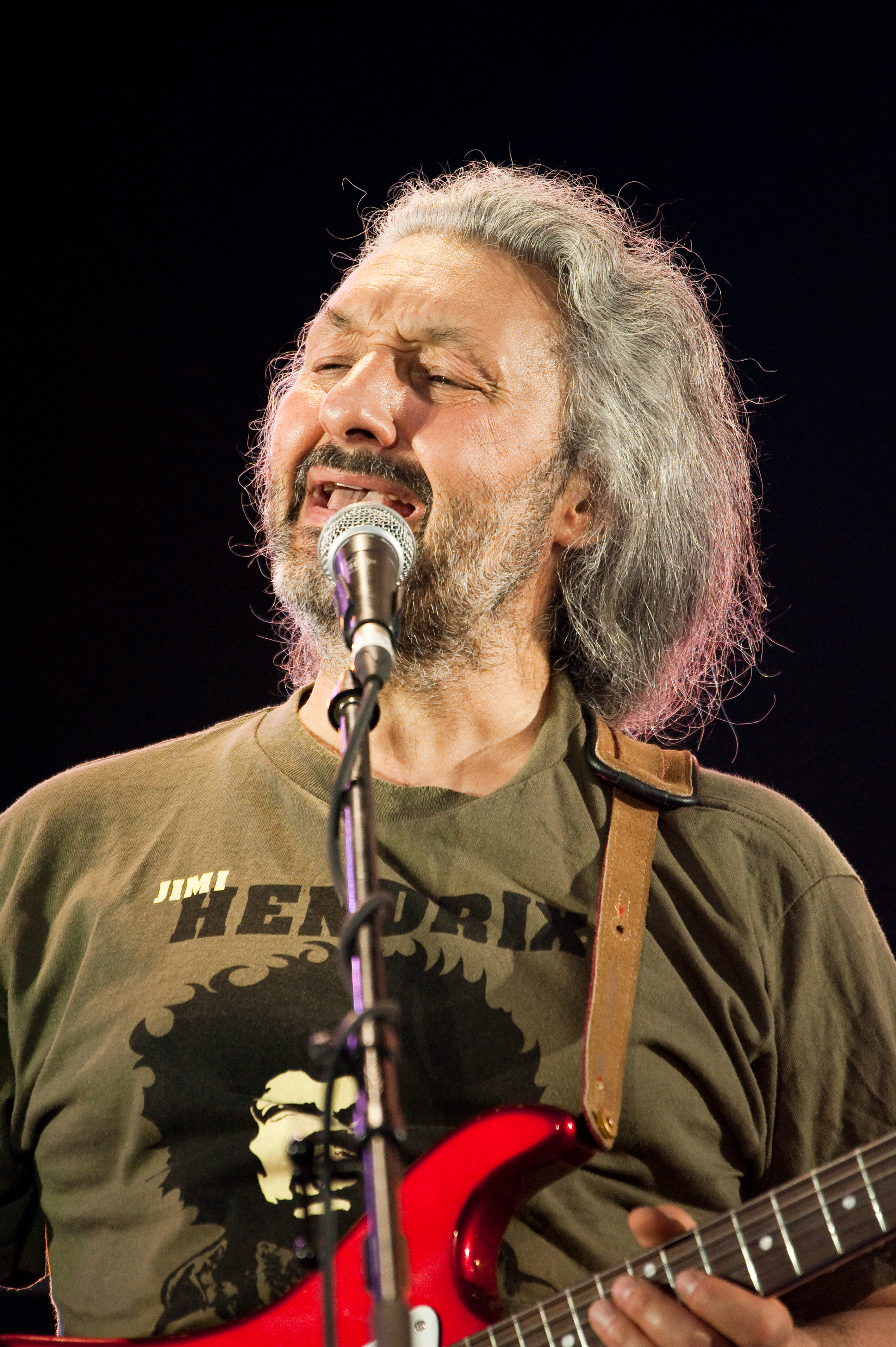
Стас Намин

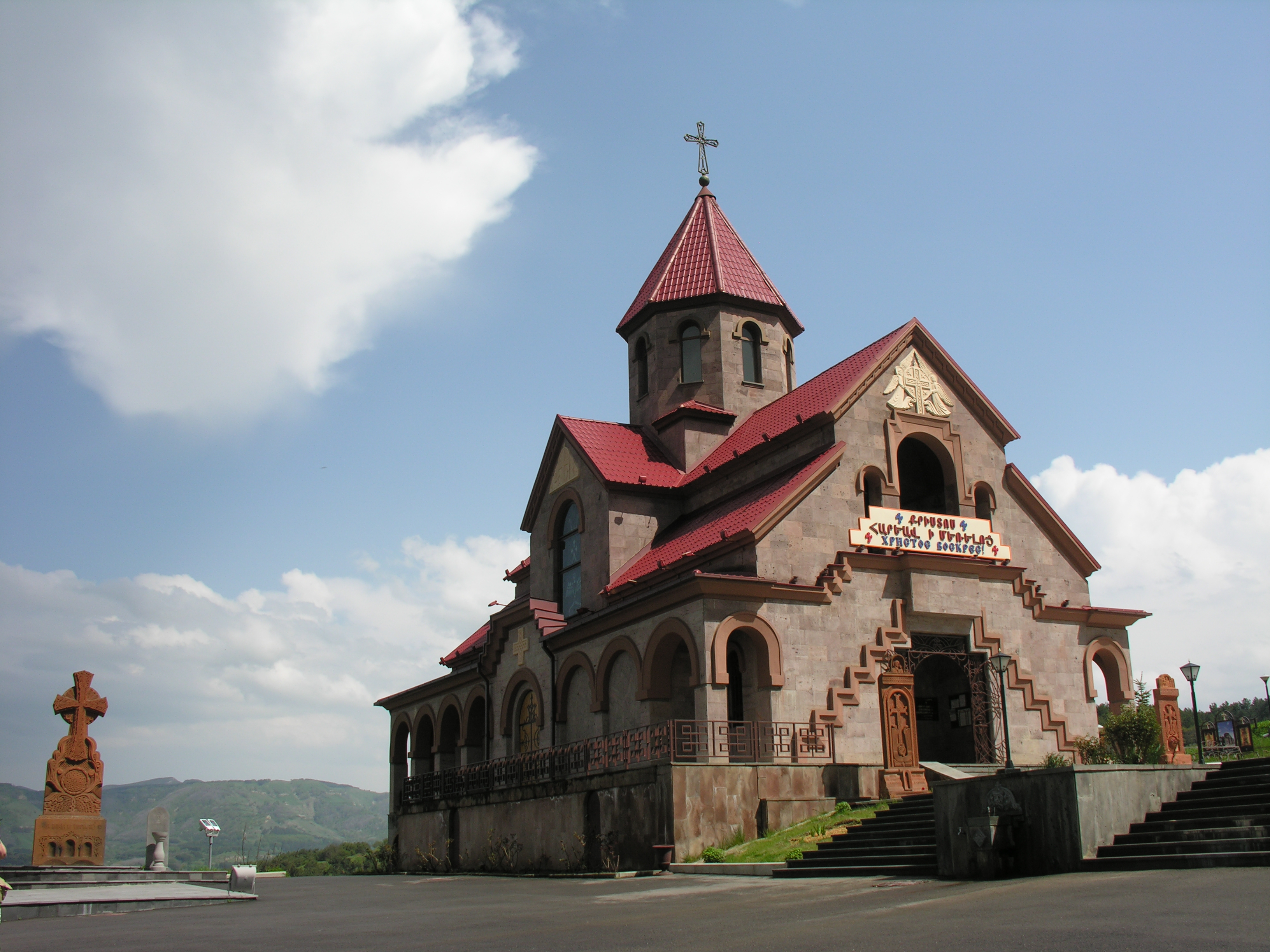
Церковь Святого Вардана Мамиконяна, Ставропольский край

После распада СССР число армян, теперь уже в Российской Федерации, значительно выросло за счёт беженцев из Азербайджана, Абхазии, Нагорного Карабаха, также армяне, наряду с русскими, покидали республики Средней Азии. Из самой бывшей Армянской ССР, около 600—700 тысяч армян вынуждены были переехать в Россию, в связи со Спитакским землетрясением, войной с Азербайджаном и экономическим кризисом, вызванным блокадой Армении со стороны Турции и Азербайджана.
Армяне играют важную роль в общественной жизни России. Так, например, армяне представлены в правительстве и других государственных органах (Чилингаров, Багдасаров, Лавров, Карапетян и др.), в шоу-бизнесе (И. Аллегрова, В. Добрынин, Ф. Киркоров, А. Руссо и др.), в науке, искусстве и во всех других сферах деятельности.
16 июня 2000 года в Москве был учреждён Союз Армян России. В 63 республиках, краях и областях Российской Федерации имеются региональные отделения Союза Армян России. Региональные отделения САР ведут активную работу, по всей стране строятся новые и восстанавливаются старые церкви, ставятся хачкары, открываются и успешно работают воскресные школы и культурные центры. Отмечаются исторические даты и национальные праздники. Издаются армянские газеты и журналы. В жизни региональных отделений САР принимают деятельное участие президент САР А. А. Абрамян и члены правления организации, оперативно откликаясь на проблемы, возникающие в регионах.
В течение 1996—2011 гг. в Москве был построен Армянский храмовый комплекс, который стал резиденцией Патриаршего Экзарха (Главы Ново-Нахичеванской и Российской епархии Армянской Апостольской церкви) и одним из духовных центров армян России. Храм строился строго по армянским канонам. Скульптурные объёмы храма основаны на традициях классической армянской архитектуры. Здание храма размещается на стилобате, являющимся традиционным каменным основанием, характерным для церковной архитектуры Армении. За основу проекта главного объекта ансамбля храма взят тип классического христианского сооружения Армении.
В 2015 году на территории Армянского храмового комплекса был открыт Армянский музей Москвы и культуры наций. Проект стал результатом совместной работы главы Российской и Ново-Нахичеванской епархии Армянской Апостольской Церкви Архиепископа Езраса и бизнесмена, общественного деятеля Рубена Григоряна. Открытие было приурочено к 100-летию Геноцида Армян.
7 июня 2018 года в Москве состоялся запуск новой общественной организации «Объединение армян России». Учитывая прошлый опыт формирования, организация делает упор на прозрачность, доступность и репрезентативность.

## Факты
- Одним из государственных деятелей, принявших участие в процессах либерализации, повлёкших отмену крепостного права в России, был Лорис-Меликов, родившийся в семье армянина в Тифлисе[33].
- Армянское (до конца 1980-х годов) село Чардахлу в Шамкирском районе Азербайджана, дало Советскому Союзу двух маршалов (Баграмян, Бабаджанян), 12 генералов, семь Героев Советского Союза, многих офицеров старшего командного состава. В годы Великой Отечественной войны 1250 человек ушли на фронт, 853 из них были награждены орденами и медалями, 452 погибли.

## Армяне в казачестве
Армяне-казаки, резервные войска Министерства обороны Армении
По мнению декана истфака МГУ, академика Сергея Карпова, первые письменные свидетельства про армян, входивших в наёмные отряды конников (тогда называвшихся «казаками» генуэзцами и венецианцами) относятся к XIV веку и зафиксированы в архивах Венеции и Генуи. Так, согласно этим архивам, армяне входили в наёмную военную силу (конницу), которая охраняла от набегов Тану и другие итальянские колонии в Северном Причерноморье. помимо армян, в данные отряды входили люди разных национальностей.
Сегодня в России и Армении, действует Совет атаманов армяно-казачьих организаций, которые объединены в Международное армяно-казачье объединение (МАКО). По словам атамана, генерал-лейтенанта казачьих войск Карапета Затояна, сегодня, только на территории Армении, зарегистрировано около 5 тыс. казаков-армян. Все они зачислены в резервные войска Министерства обороны Армении, прошли воинскую службу и являются либо офицерами, либо военнослужащими Вооружённых сил Армении.

## Язык
По данным на 1997 год, армянским языком владело 67,8 % от общего числа армян в России.

## Регионы проживания

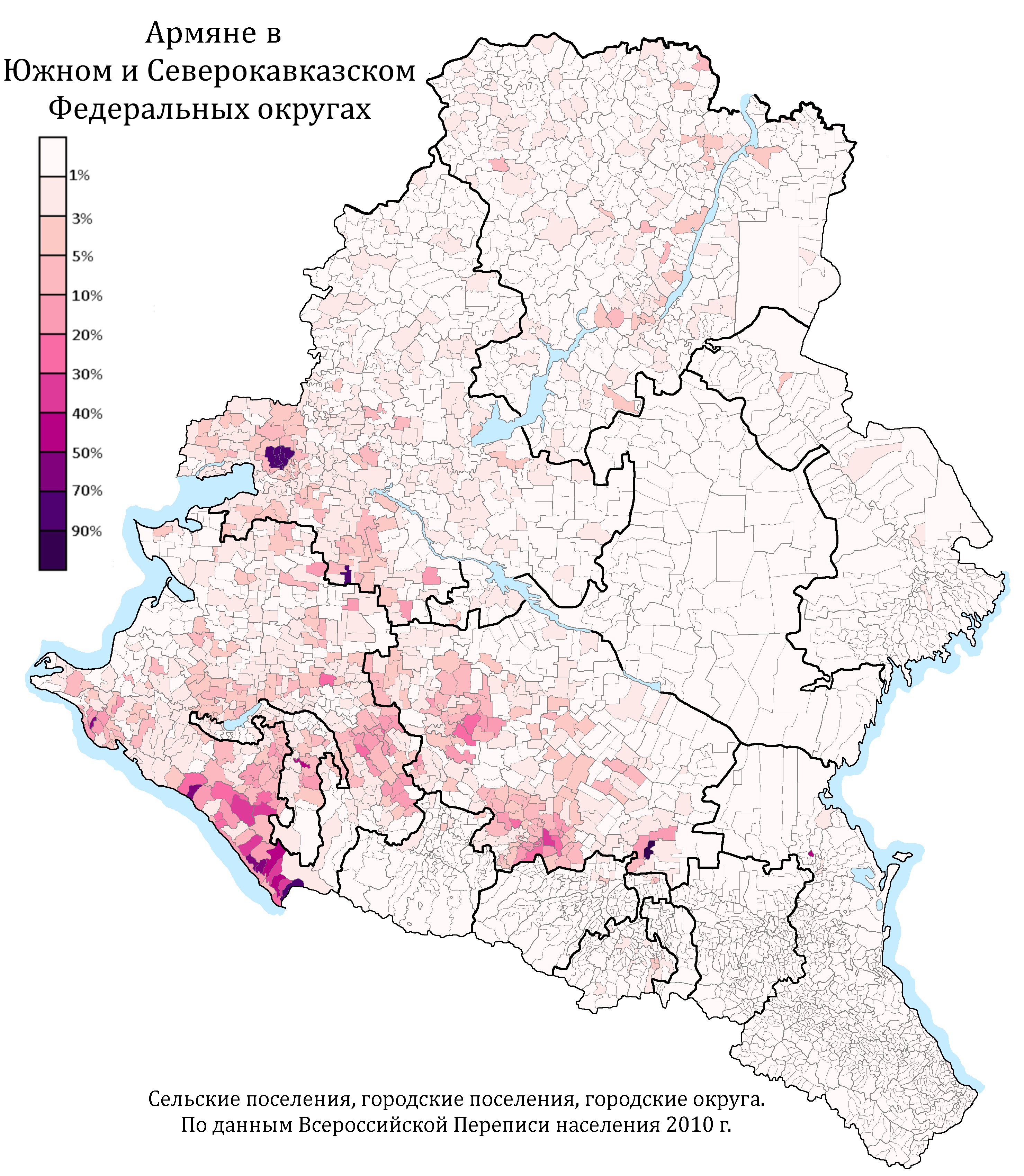
Расселение армян в ЮФО и СКФО по городским и сельским поселениям в %, перепись 2010 г.

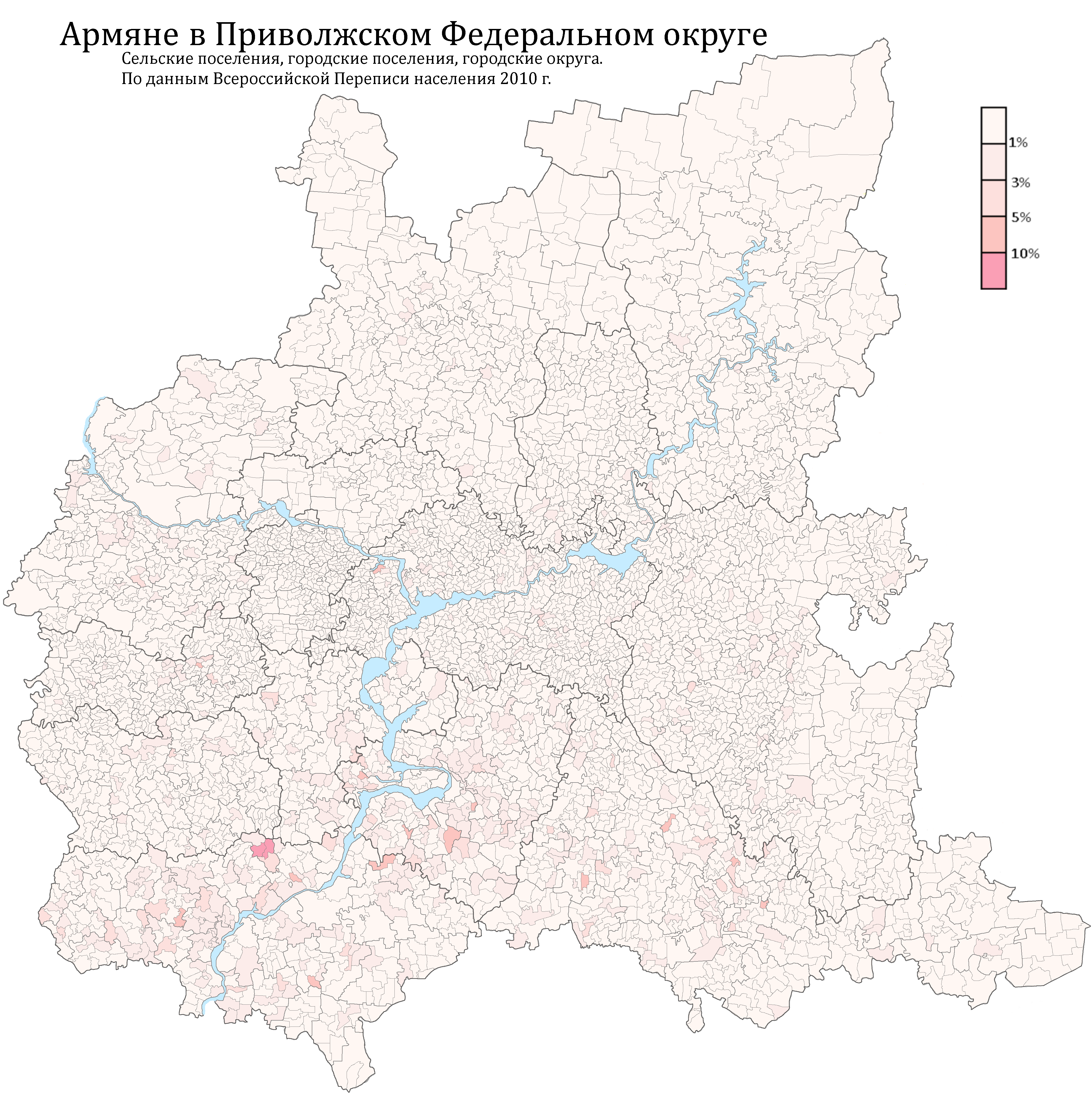
Расселение армян в ПФО по городским и сельским поселениям в %, перепись 2010 г.

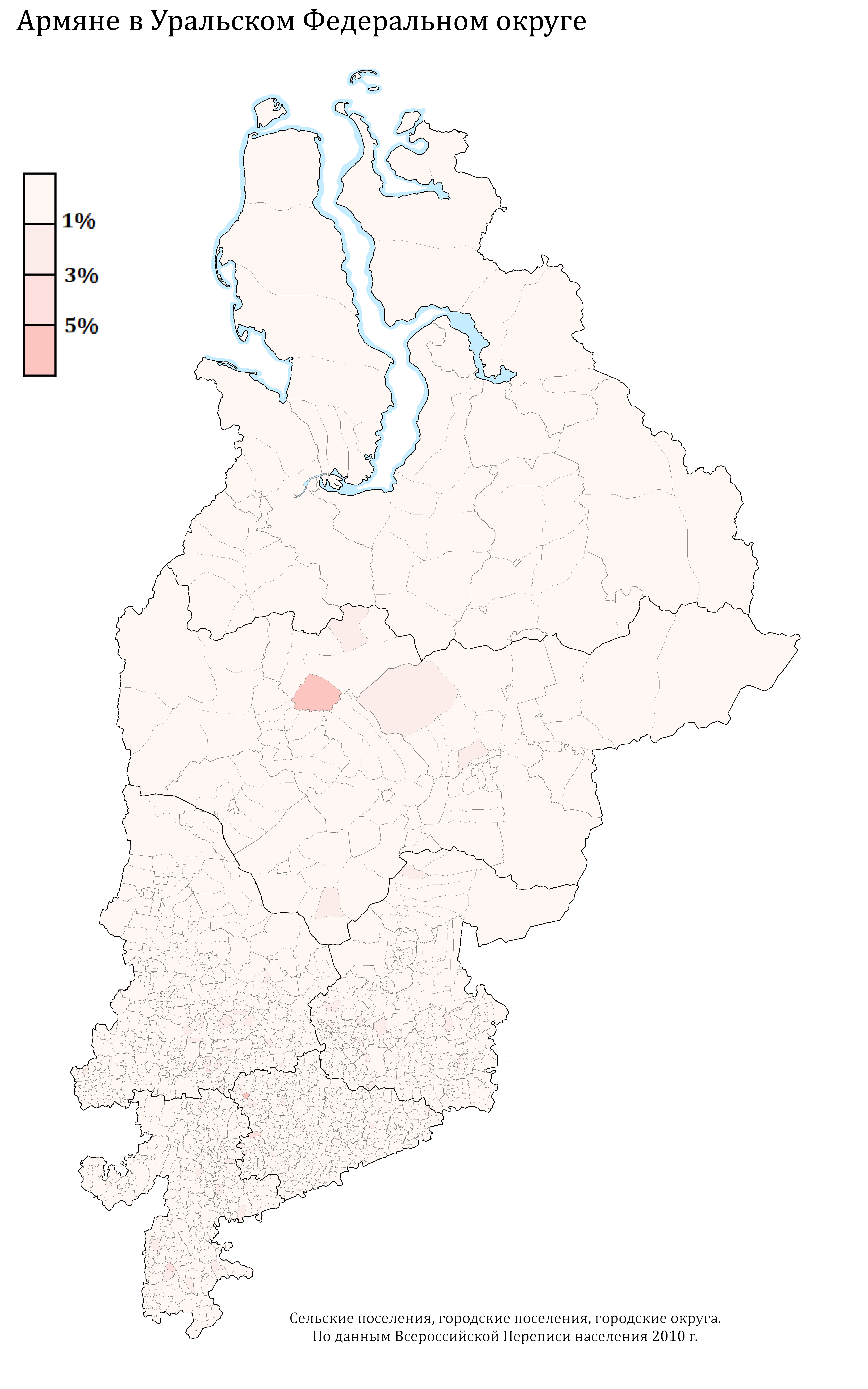
Расселение армян в УФО по городским и сельским поселениям в %, перепись 2010 г.

Расселение армян в СФО по городским и сельским поселениям в %, перепись 2010 г.

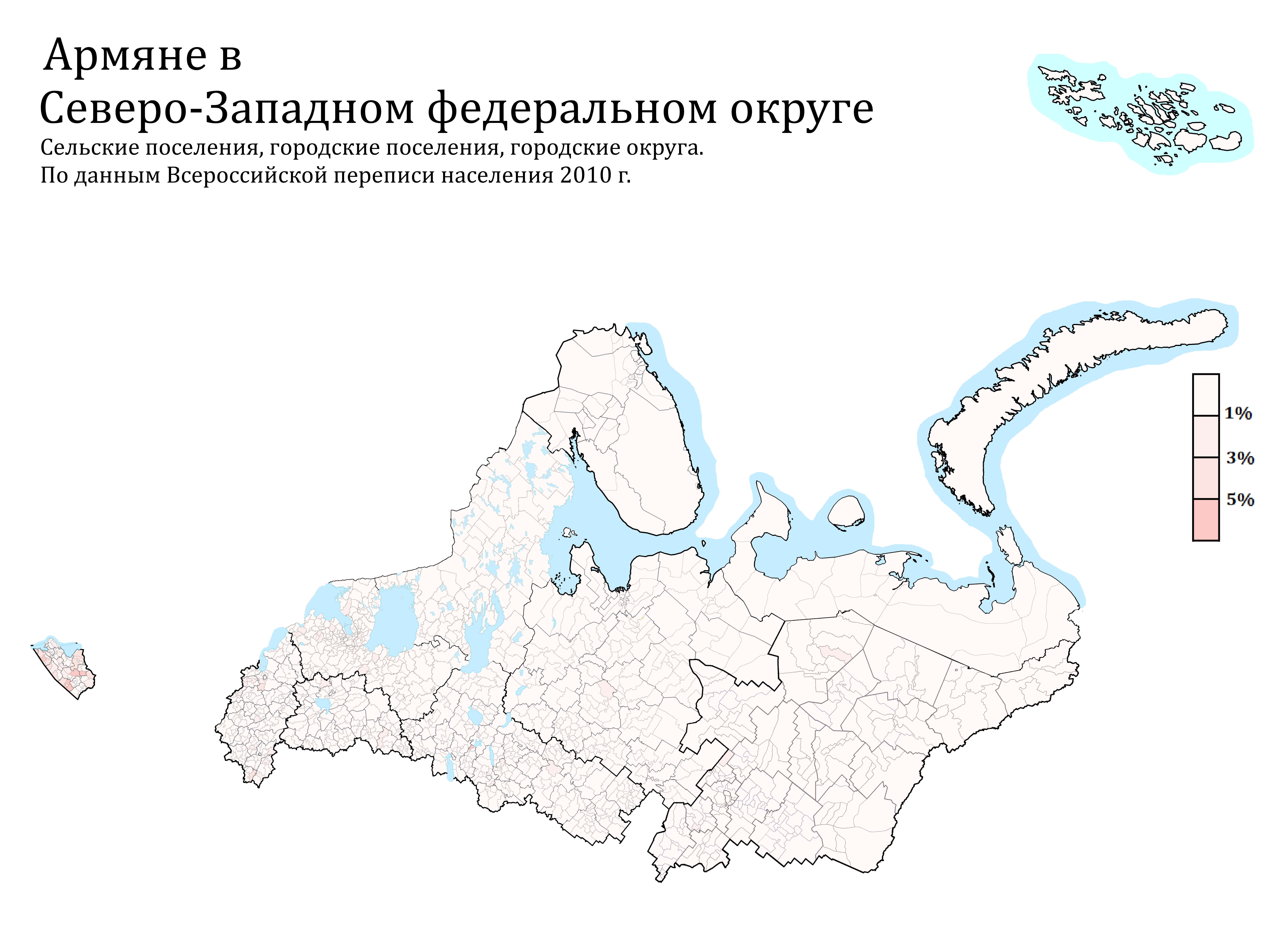
Расселение армян в СЗФО по городским и сельским поселениям в %, перепись 2010 г.

Расселение армян в ДФО по городским и сельским поселениям в %, перепись 2010 г.

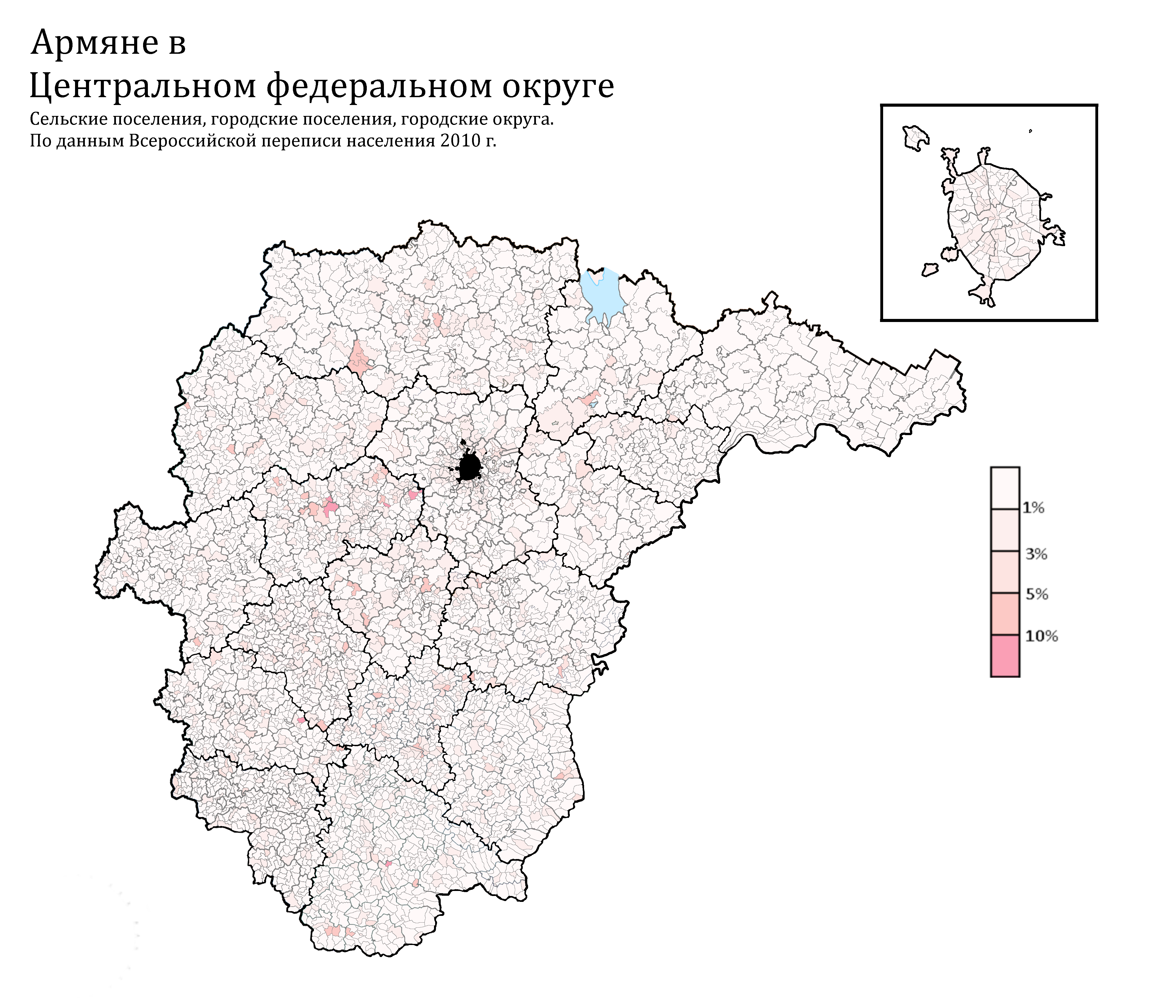
Расселение армян в ЦФО по городским и сельским поселениям в %, перепись 2010 г.

Доля армян по субъектам России (перепись населения 2010)

Наиболее крупные армянские общины проживают преимущественно в городах на Северном Кавказе, в Москве, Московской области и Петербурге, а также в Поволжье, в частности (2002 год):
| Регион                              | Численность | Доля от общей численности армян в России |
| ----------------------------------- | ----------- | ---------------------------------------- |
| Краснодарский край                  | 274 566     | 24,3                                     |
| Ставропольский край                 | 149 249     | 13,2                                     |
| город Москва                        | 124 425     | 11,0                                     |
| Ростовская область                  | 109 994     | 9,7                                      |
| Московская область                  | 39 660      | 3,5                                      |
| Волгоградская область               | 26 974      | 2,4                                      |
| Саратовская область                 | 24 976      | 2,2                                      |
| Самарская область                   | 21 566      | 1,9                                      |
| город Санкт-Петербург               | 19 164      | 1,7                                      |
| Республика Северная Осетия - Алания | 17 147      | 1,5                                      |
| Республика Адыгея                   | 15 268      | 1,4                                      |
| Свердловская область                | 11 093      | 0,25                                     |
| Нижегородская область               | 10 786      | 0,31                                     |
| Республика Крым                     | 8 769       | 0,43                                     |
| Новосибирская область               | 7 850       | 0,29                                     |
| Хабаровский край                    | 2 666       | 0,19                                     |
| город Севастополь                   | 1 319       | 0,35                                     |

## Численность и доля
Доля армян по районам на 2010 год по переписи (указаны где их доля больше 5 %):
| армяне                       | '               | '    |
| Мясниковский МР              | Ростовская      | 56,1 |
| ГО город-курорт Сочи         | Краснодарский   | 19,5 |
| ГО Город-курорт Пятигорск    | Ставропольский  | 14,8 |
| Курский МР                   | Ставропольский  | 14,7 |
| Георгиевский МР              | Ставропольский  | 14,1 |
| Туапсинский МР               | Краснодарский   | 13,7 |
| ГО Город Георгиевск          | Ставропольский  | 11,6 |
| Апшеронский МР               | Краснодарский   | 10,7 |
| Майкопский МР                | Адыгея          | 10,5 |
| Грачевский МР                | Ставропольский  | 10,2 |
| Отрадненский МР              | Краснодарский   | 9,8  |
| ГО город Армавир             | Краснодарский   | 9,4  |
| ГО город-курорт Анапа        | Краснодарский   | 9,1  |
| Балтайский МР                | Саратовская     | 9    |
| ГО Город-курорт Кисловодск   | Ставропольский  | 8,9  |
| Белореченский МР             | Краснодарский   | 8,6  |
| Егорлыкский МР               | Ростовская      | 8,5  |
| Минераловодский МР           | Ставропольский  | 8,4  |
| Курганинский МР              | Краснодарский   | 7,7  |
| ГО Город Буденновск          | Ставропольский  | 7,4  |
| Предгорный МР                | Ставропольский  | 7,2  |
| Новокубанский МР             | Краснодарский   | 7    |
| Шпаковский МР                | Ставропольский  | 6,5  |
| ГО Город-курорт Железноводск | Ставропольский  | 6,1  |
| Андроповский МР              | Ставропольский  | 5,5  |
| ГО город Горячий Ключ        | Краснодарский   | 5,4  |
| Кавказский МР                | Краснодарский   | 5,4  |
| Труновский МР                | Ставропольский  | 5,1  |
| Озерский МР                  | Калининградская | 5    |

## Армянский национальный район
С 1925 по 1953 годы на территории Краснодарского края (в 1925—1934 — Северо-Кавказского, в 1934—1937 Азово-Черноморского края), населённой преимущественно армянами, существовал Армянский национальный район.
Центром района было назначено село Елисаветпольское. Район входил в Майкопский округ. После ликвидации окружного деления в 1930 году район перешёл в прямое подчинение краевым властям.
В конце 1930-х годов термин «национальный район» перестаёт употребляться, и район называется просто Армянским.
С 1943 по 1946 год центром района было село Черниговское.
В 1953 году район упразднили, а его территорию — разделили между соседними районами.
Армяне в России в 2008 году составляли большинство в Мясниковском районе Ростовской области.

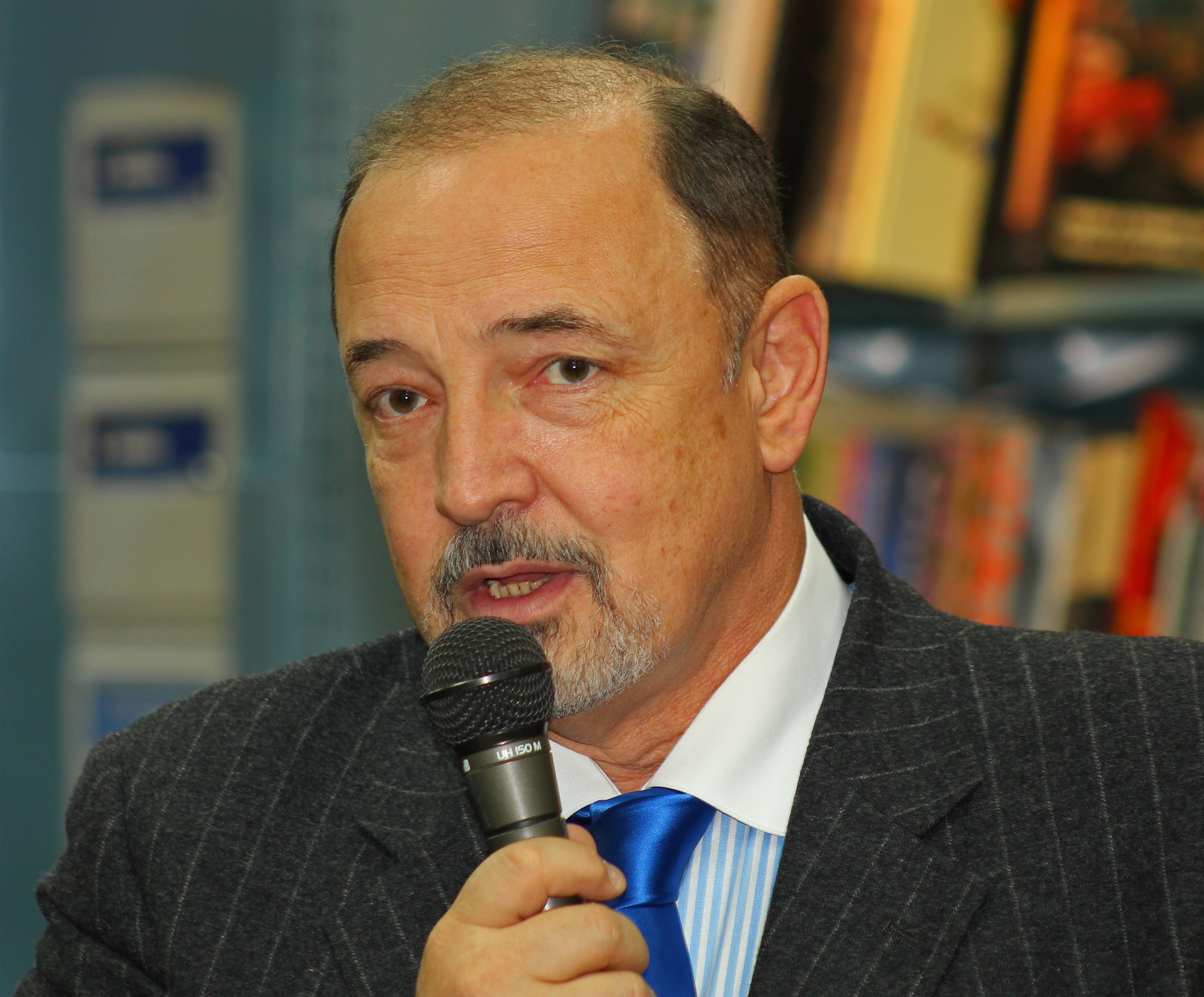
Бизнесмен Артём Михайлович Тарасов, черкесогай
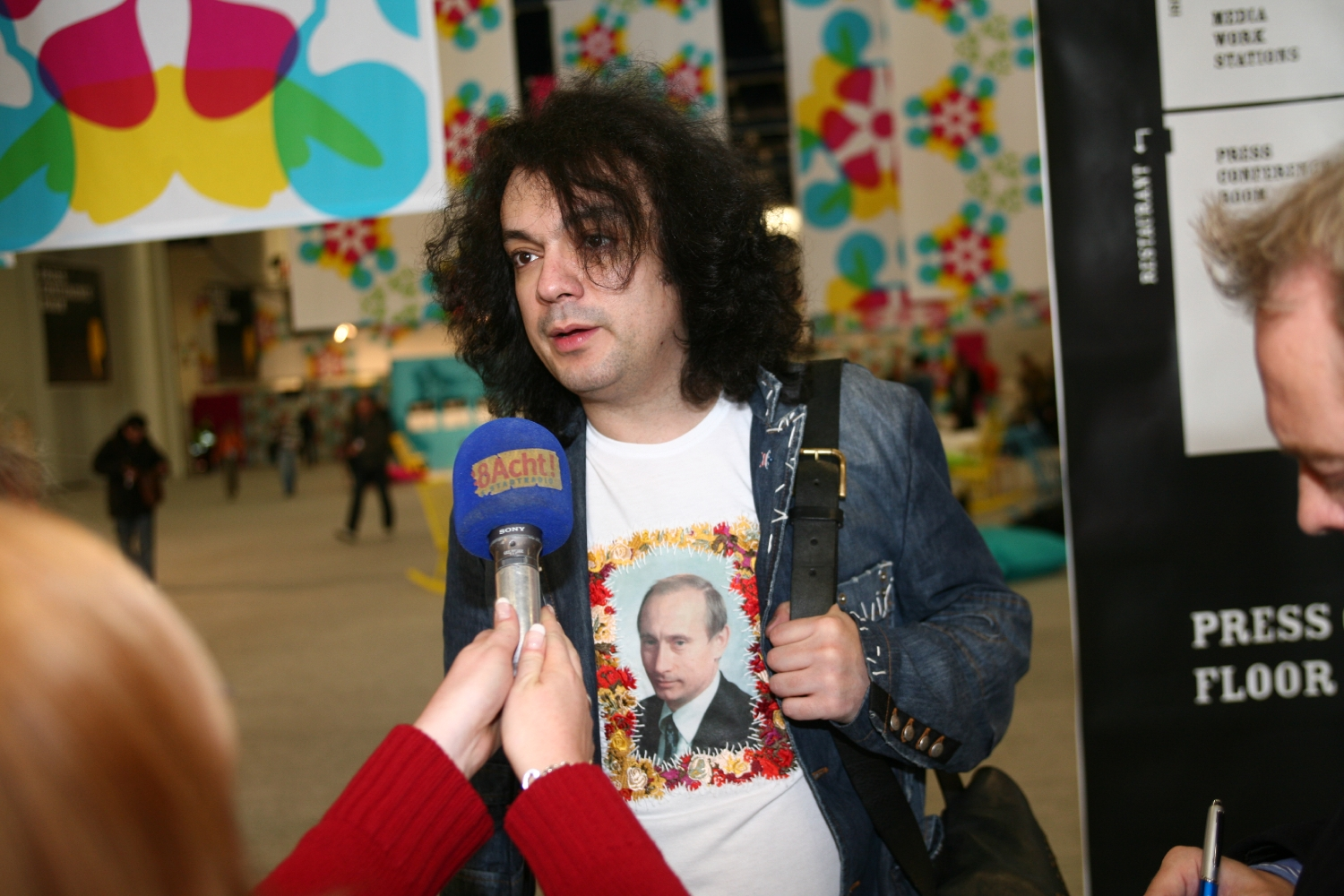
Филипп Киркоров — эстрадный певец, композитор и продюсер
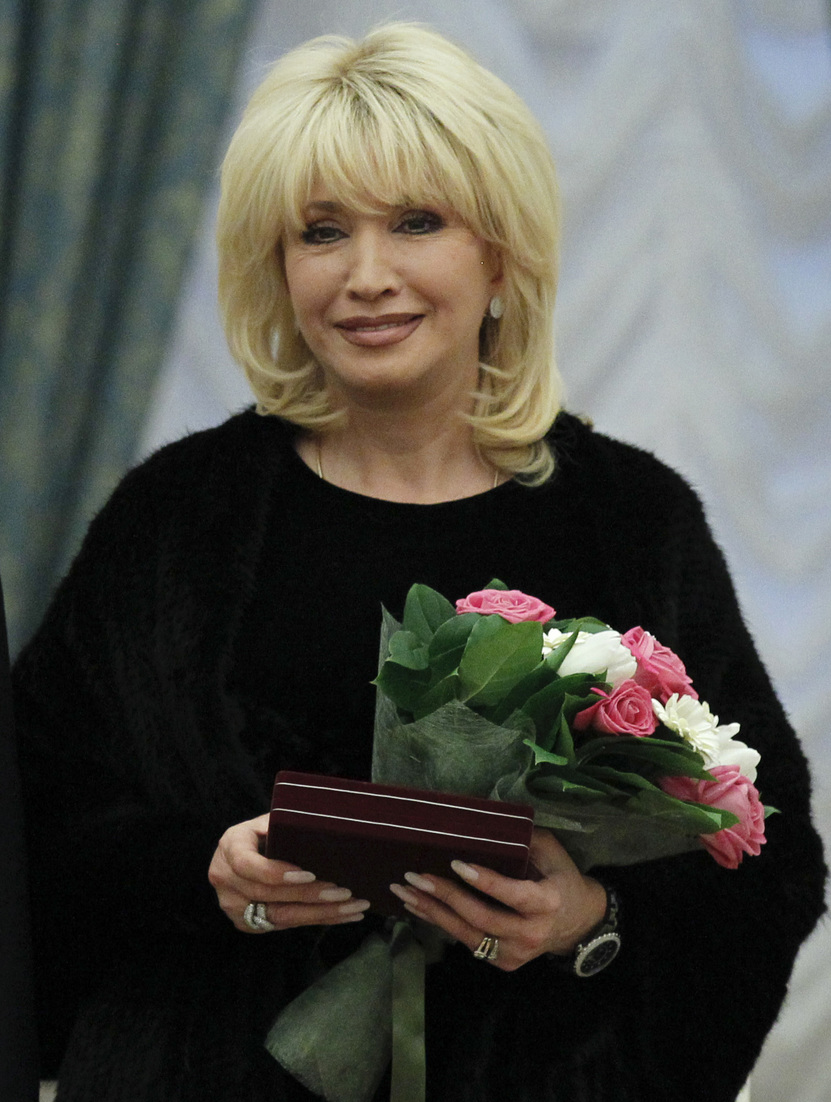
Певица Ирина Аллегрова, донская армянка
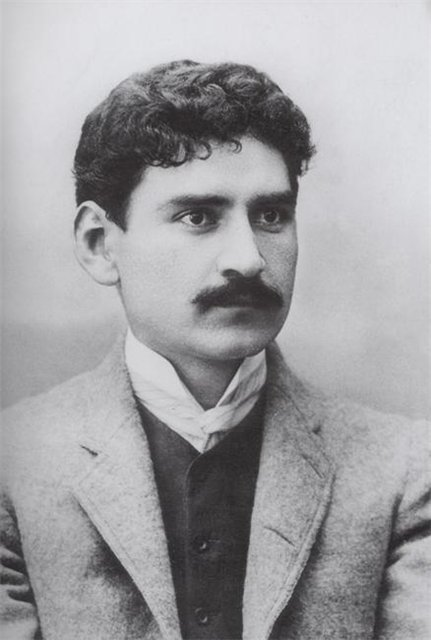
Художник Мартирос Сергеевич Сарьян, донской армянин

## Этнические группы —черкесогаи,амшенцы,крымско-донские армянеикарабахцы (арцахцы)
На территории России живут представители четырех уникальных субэтнических групп армян, традиционно связанных с Россией: черкесогаи, которые с Х - XV веков компактно населяли отдельные районы в пределах современного Краснодарского края (Туапсе и прилегающие земли) и приняли российское подданство с включением этих земель в состав Российской империи в XIX веке, крымско-донские армяне, компактно жившие на Крымском полуострове с I-XI веков и переселившиеся с Крыма на Дон (нынешняя Ростовская область) в XVIII веке, амшенцы, исторически происходящие с южного берега Черного моря (черноморское побережье современной Турции), которые в ХIХ - начале XX веках входе русско-турецких войн, покинули владения Османской империи и переселились на северное побережье Черного моря, под российское подданство, живя сегодня в Краснодарском крае, с наибольшей концентрацией в Сочи и Туапсе и карабахцы (арцахцы), исторически происходящие из провинции Арцах (Карабах) в Закавказье, значительная часть которых обосновались в Ставропольском крае и других регион России в XVIII веке. 
Черкесогаи и крымско-донские армяне совершенно отсутствуют на территории современной Армении, равно как и в любой другой стране мира и встречаются лишь исключительно в России. Что же касается арцахских (карабахских) армян, то более 65% из них живут в России. 
Указанные 4 субэтнические группы составляют суммарно 60% от общего числа армян в России и 75% от общего числа армян в Южном и северо-Кавказском Федеральных округах. 
- Черкесогаи (самоназвание «хай», также «горские» или «закубанские» армяне, черкесармяне, черкесские армяне[39] — субэтническая группа армян, сформировавшаяся в Х-XV веках на территории северо-западного Кавказа (современный Краснодарский край и республика Адыгея).

Сюда они начали проникать в X веке из Крыма, и к XII веку уже имели значительную колонию на Таманском полуострове. В 1475 г., когда турки окончательно захватили Крым и стали истреблять мирное население, армяне начали активно эмигрировать, при этом часть из них нашла убежище на Кавказе среди адыгов и абхазов, в то время ещё христиан или язычников. Армяне-переселенцы, прожив в горах 300 лет, переняли язык, нравы, обычаи, особенности быта, весь уклад жизни адыгов, среди которых они поселились, однако сохранили своё этническое самосознание и христианскую веру — армяно-григорианскую, близкую к русскому православию. В результате взаимопроникновения двух культур сформировалась новая этническая группа черкесогаев — горских армян (черкесогаев).
C конца XVIII века среди адыгов стал распространяться ислам, и для горских армян возникла угроза потери национальной религии. В конце 1836 года они обратились к начальнику Кубанской линии генерал-майору барону Г. Ф. фон Зассу с просьбой «принять их под покровительство России и дать им средства поселиться вблизи русских». В 1837 году на левом берегу Кубани, против станицы Прочноокопской, возник небольшой аул горских армян. В 1839 году поселение черкесогаев переместилось ближе к устью реки Уруп. Этот год считается официальной датой основания Армавира (первоначальное название — Армянский аул).
В настоящее время черкесогаи проживают в основном в городах Армавир, Майкоп и Сочи.
- Амшенцы — субэтническая группа армян, проживающих на черноморском побережье.

Амшенский субэтнос сформировался в VI веке, на черноморском побережье Малой Азии, на основе местного армянского населения и примкнувшей к ней 12 тысячной армии (с их семьями) князя Шапухра, из рода Аматуни и его сына Хамама. В VI—XV вв имели своё полунезависимое княжество на берегу Чёрного моря, восточнее современного города Трабзон. В XV веке в результате длительной войны с османами, амшенское княжество было уничтожено и включено в состав Османской Империи, а его князя и войско истреблены. Далее шёл длительной процесс насильственной исламизации, в результате часть амшенцев, принявших ислам, сформировались в отдельную группу-хемшилы, которые до сих пор проживают в регионе исторической области Амшен, на территории современной Турции. Остальная часть, не пожелавшая принять ислам, подвергалась долгим гонениям, привлёкшим их массовый исход начиная с XVIII века, на территорию черноморского побережья Кавказа, в районе современных Краснодарского края и Абхазии. Сегодня амшенцы компактно проживают на всём черноморском побережье от Анапы до Сухума, местами наиболее компактного расселения амшенцев являются Сухуми, Гагра, Гудаута, Адлер, Сочи, Лазаревское, Туапсе, Геленджик, Новороссийск, Анапа, Апшеронск. В ряде из вышеперечисленных районов амшенцы составляют большинство населения.
- Донские армяне — также употребляются названия «анийские армяне» или «крымско-анийские армяне», субэтническая группа армян, сформировавшаяся на территории Крыма в XI—XIII вв., на основе местного армянского населения (с I—V вв.) и примкнувших к ним в XI—XIII вв., армян-выходцев из Анийского царства.

Армяне поселились в Крыму в I—V веках, далее их численность постоянно росла, особенно в XI веке. Это были беженцы из Анийского царства.
Спустя ещё полвека, другая большая группа беженцев из Ани, которая жила до этого в Киликии, переселилась в Крым. Киликия — это древнее армянское государство на берегу Средиземного моря, которое было основано армянами к концу XI века и просуществовало около 300 лет (1080—1375 гг.). В 1375 году египетский султан Мелик-эль-Ашреф-Шабан уничтожил это государство. Впервые генуэзцы появились в Крыму в 1281 году при крымском хане Оран-Тимуре. На купленной у хана территории они устроили торговую факторию, осваивали прибрежные районы Крыма. Крымские татары располагались в основном в степной части полуострова. Благодаря большому притоку итальянцев из Генуэзской республики, эта фактория быстро разрослась и в XIII—XIV веках стала крупным торговым центром под именем Кафа (нынешняя Феодосия). Кафа была хорошо укреплена, защищена широким рвом и обнесена валом. Город и все поселения генуэзцев управлялись своим консулом, который находился под властью Генуи. Генуэзцы были фактическими хозяевами всей 'приморской части полуострова с городами: Кафа, Солдая (Судак), Гезлов (Евпатория), Сурхат и другими, платя хану лишь пошлину с привозимых и вывозимых товаров.
Армяне были радушно приняты генуэзцами, они пользовались всеми правами, которые были у тех, и даже имели особые привилегии. Армяне и генуэзцы жили довольно дружно и при необходимости рука об руку защищались от внешних врагов. По инициативе и на средства армян строились оборонительные сооружения, покупалось оружие. Такая в общем-то безмятежная жизнь у армян продолжалась до 1475 года, когда турецкий султан Магамет II снарядил флот и повелел дотла разорить и уничтожить Кафу. Началась осада города. Генуэзцы и армяне стойко и мужественно защищались, но турецкая артиллерия разбила толстые стены крепости. Часть жителей была уничтожена, другая часть бежала в горы, многие нашли спасение в татарских аулах. Большинство генуэзцев спаслось бегством и покинуло Крым. Имущая часть армян и других христиан также покинула полуостров. Они нашли себе убежище в Польше, Молдавии, Валахии и других странах. Крым стал подвластной территорией оттоманской империи. Управлялся ханом, который назначался турецким султаном. Те из армян кто смог уцелеть, в скорое времени смогли восстановить своё экономическое влияние на полуострове. Они составляли вместе с греками к тому времени значительную часть городского населения в Крыму. Греки также были одним из аборигенных народов Крыма.
Пётр I постоянно думал о расширении границ России на юг, о выходе к морю. В 1637 году казаки взяли Азов, но в 1643 г. по требованию российского правительства город-крепость был возвращён туркам. В 1696 г. Пётр I овладел Азовом, а в 1698 г. начал строить город Таганрог.
В 1711 году Россия была вынуждена отказаться от своих завоеваний в Приазовье и возвратить туркам Азов вместе с Таганрогом. Но в 1739 г. утраченные земли были вновь возвращены России. По условиям Белградского мирного договора, заключённого с Турцией в 1739 году, Россия не могла иметь в Азове и Таганроге укреплений. Поэтому русское правительство, чтобы надёжнее защитить свою южную границу, добилось права на постройку новой крепости в низовьях Дона, между Черкасском и Азовом. Как мы видим, Россия с большим трудом и ценой невероятных усилий пробивала выход к Чёрному морю.
В 1774 году в результате войны с Турцией русским правительством был заключён Кучук-Кайнарджийский мир, по которому татарское ханство в Крыму признано было независимым от Турции. Россия усиливает своё влияние в Крыму и серьёзно начинает претендовать на то, чтобы стать могучей морской державой. В частности, контролировать Чёрное море.
Отношение к христианам настолько ухудшилось, что греческий митрополит выехал из Бахчисарая в русский лагерь, а армянский архимандрит счёл за благо скрыться в Кафе у своей паствы. Но щедрые подарки и заманчивые обещания русского правительства подействовали на хана и его мурз. Они пошли на уступки. Дело принимало большой размах и сдвинулось с мёртвой точки. Командующего русскими войсками в Крыму князя Прозоровского, не согласного с политикой переселения, как и фельдмаршал Румянцев, сменяет в апреле 1778 года решительный и энергичный генерал А. В. Суворов. Екатериной II Суворову приказано дело ускорить. Суворов организовывает и командует переселением христианского населения Крыма.
Армяне, однако, ещё раньше жили на территории низовьев Дона. Так, армянские купцы обосновались одно время в Золотоордынском Азате (Азове)в XIV—XV вв. Ещё раньше армянские фактории существовали в рамках Хазарского каганата IX—X вв. Но массовое переселение армян на Дон осуществилось только в XVIII веке. После полутора лет переселения, связанного с большими трудностями, армяне получили право на постоянное жительство. В устье Дона, на имперской территории, а не на казачьей, с востока крепости Дмитрия Ростовского, где располагался его форштадт Полуденка, был основан армянский город Нахичеван со своими селениями, названный по аналогии с Нахичеванью в Закавказье и существовавшим некогда одноимённым армянским городом в Крыму. Название Нахичеван следует понимать не как первый привал (что получается при дословном переводе), а как первенствующий (главенствующий) среди окружающих его населённых пунктов. Оно отвечало функциональной роли города как населённого пункта армянской колонии на Дону, включавшей также пять селений, расположенных под защитой русских крепостей и оборонительных сооружений.
Армянам было даровано со стороны императрицы 86 тысяч га земли «на вечное пользование» (так написано в указе). Армяне на новом месте основали город Нахичеван и 5 сёл в его округе: Чалтырь, Крым, Султан-Салы, Большие Салы и Несветай.
Город Нахичеван в 1838 году был переименован в Нахичевань-на-Дону.
Город располагался на территории современного Ростова-на-Дону, занимал полностью территорию современно Пролетарского района, также включал Каменку, часть нынешнего Первомайского района и Сурб Хач в Мясниковани (Северный район).
Донские армяне, сосредоточенные главным образом в низовьях реки Дон, говорят на самобытном языке, который сильно отличается от литературного армянского. Также у них сохраняются самобытная культура и традиции, включающие в себя как архаичные традиции Древней Армении, так и культуру и традиции народов Крымско-Донского региона, среди которых они живут уже более тысячи лет. Общая численность субэтноса неизвестна, оценочные цифры — от 130 тысяч до 500 тысяч человек.
- Карабахские армяне (арцахцы) - армянский субэтнос, говорящий на карабахском диалекте. До исхода армян исторически населяли регион Карабаха, где произошел их этногенез в эпоху античности. Также исторически населяют приграничные с Карабахом регионы Тавушской и Сюникской областей в Армении. Начиная с XVIII века часть карабахцев (арцахцев) обосновались на российском Северном Кавказе и до сих пор компактно живут в Ставропольском крае России и составляют ок. 30% от общего числа российских армян.

В середине XVIII века насчитывалось ок. 500,000 человек - представителей карабахского субэтноса армян, живших как в Нагорном, так и в Равнинном Карабахе, но вследствие опустошительных военных действий конца ХVIII - начала XIX веков, бушевавших на территориях Карабаха, карабахские армяне в массе своем эмигрировали в Ширван, Грузию, Северный Кавказ и глубинные районы Европейской России, многие были насильно угнаны в Персию. Опустевшие армянские селения активно заселялись тюркскими и курдскими кочевниками из глубинных провинций Персии, армянское большинство сохранилось лишь в горных районах Карабаха.
Согласно заявлениям Коллегии иностранных дел России от 5 ноября 1724 года, численность карабахских армян составляла 100,000 дворов, то есть порядка 500,000 человек, у которых имелось войско из 30,000 конницы и 10,000 пехоты, аналогичные данные в 500,000 карабахских армян указаны в послании карабахских меликов и католикоса императрице Екатерине Первой в 1725 году. Аналогичные цифры приводятся и во всех остальных архивных документах того периода
.В 1752 году карабахские армяне, из-за внутренних распрей между армянскими меликами, попали под власть Карабахского ханства. Армянский мелик Шахназар Второй выдал свою дочь замуж за мусульманского хана Ибрагима, из-за чего, Ибрагим,фактически попал в зависимость от армянских меликов, особенно от своего тестя Шахназара Второго.
Войско в Карабахском ханстве состояло из местных 7000 армянских и 3000 мусульманских (состоявшее исключительно из наемных лезгин) воинов.
На втором этапе правления Ибрагим-хана, внутренняя политика которого стала отличаться жестокостью и стремлением к исламизации армян, а также постоянные набеги персидских войск на карабахских армян, существенно усложнилось положение карабахцев и их меликов. Многие армяне начали покидать Карабах и уезжать в Грузию  и Ширван. В 1796 году русский император Павел Первый издал указ о переселении 60,000 карабахских армян на Северный Кавказ. В результате, в регионах Северного Кавказа, главным образом в Ставропольском крае и приграничных областях, образовались районы и населенные пункты с компактным проживанием арцахского субэтноса. 
Современная численность карабахского субэтноса составляет от ок. 1,6 миллиона до 2 миллиона человек, то есть порядка 16% от общего числа армян в мире и 25% от числа армян в пределах бывшего СССР, составляя около 30% армян,живущих в РФ, в том числе более 80% от армян Ставропольского края.